# نرجس

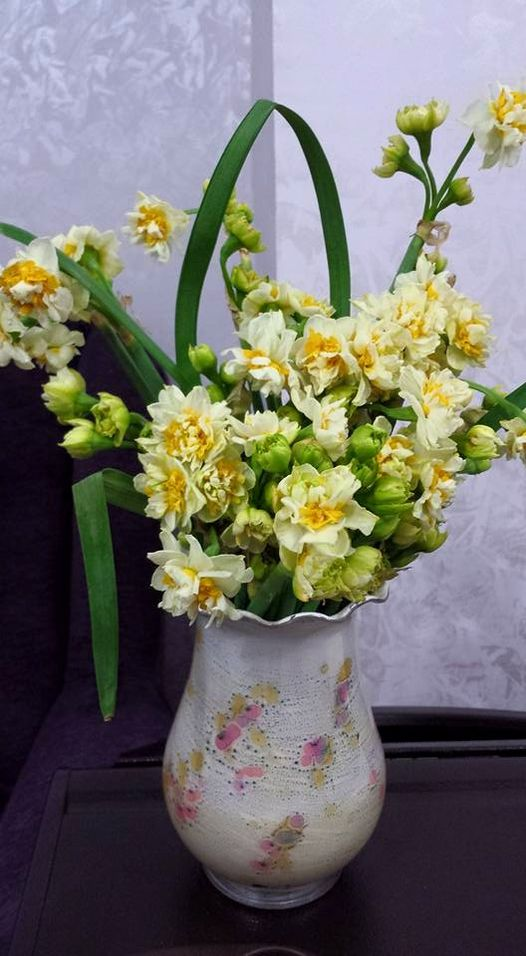
باقة أزهار نرجس من فلسطين

نبات النرجس أو العَبْهَر أو القَهْد أو الفَغْو أو الفاغِيَة أو محلا زمانه جنس نباتي يتبع الفصيلة النرجسية يضم ما بين 50 و100 نوع. ينمو النبات من بصلة شتوية مبكرة معمرة.

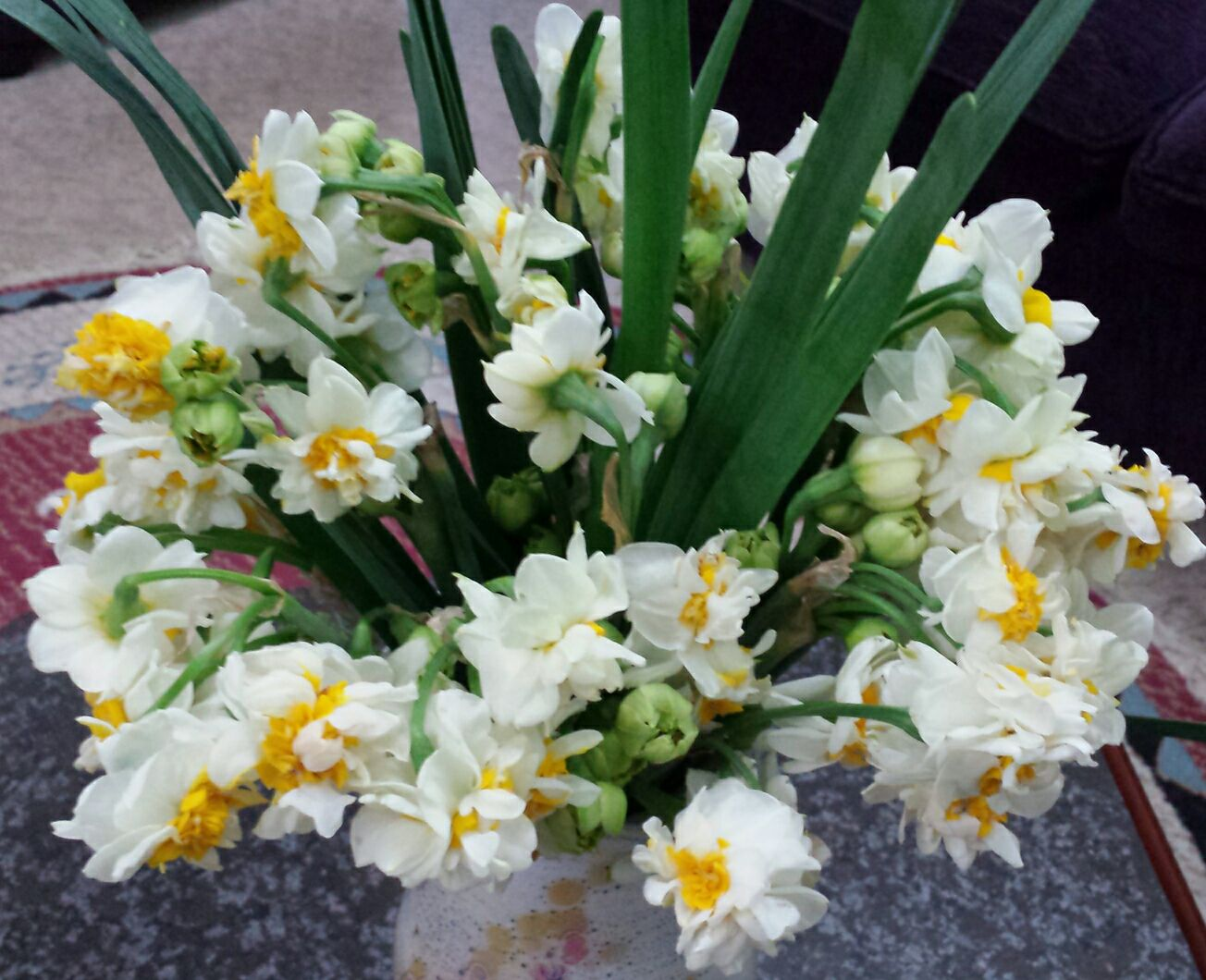
أزهار النرجس

الموطن الأصلي لمعظم أنواع النرجس أواسط آسيا وحوض البحر الأبيض المتوسط، ومنها انتقل إلى الأمريكيتين بواسطة المستعمرين الأوائل. والبصلة تتكون من حراشف لحمية وقواعد ورقية. يقتل نبات النرجس أعداءه، فهو يقتل أي نبات ينمو بجواره والنرجس نبات له أنواع كثيرة. يظهر في الشتاء وبعد نزول المطر. والنرجس أحد أكثر الزهور شعبية في العالم، وخاصة في أسبانيا وتروي الأساطير القديمة أن زهرة النرجس كانت فتى معجب بنفسه كثيرا وبينما كان ينظر لانعكاس صورته في الماء تحول الصورة إلى زهرة النرجس.
وصفة النرجسية تطلق على الشخص المعجب بنفسه إلى حد الغرور. لزراعته : يفضل النرجس التربة الجافة والبيئة ذات الشمس الخفيفة والظل، ويجب أن يزرع النرجس في الخريف، وعلى عمق 15 سم في التربة. وعندما تزهر النبتة يفضل إبعادها عن الشمس وتهيئة الجو البارد لها.
النرجس نبات يتميز بأزهار ملفتة للنظر تحتوي على ستة بتلات وفوقها تاج يشبه الكوب أو البوق. تكون الأزهار عادة باللونين الأبيض والأصفر (وأحيانًا برتقالي أو وردي في الأنواع المزروعة)، مع تباين أو انسجام بين ألوان البتلات والتاج.
كان النرجس معروفًا في الحضارات القديمة من الناحيتين الطبية والنباتية، لكنه وُصف رسميًا لأول مرة من قبل لينيوس في كتابه أنواع النباتات (1753). يتألف الجنس عمومًا من حوالي عشرة أقسام تضم نحو 36 نوعًا، على الرغم من أن عدد الأنواع يتغير حسب التصنيفات المختلفة نتيجة التشابه بين الأنواع والتزاوج الهجين. نشأ الجنس في أواخر العصر الأوليغوسيني إلى أوائل العصر الميوسيني، في شبه الجزيرة الأيبيرية والمناطق المجاورة في جنوب غرب أوروبا. أصل اسم النرجس غير مؤكد، لكنه يرتبط غالبًا بالكلمة اليونانية القديمة (ναρκῶ "ناركَو"، بمعنى "يجعل مخدرًا") وبأسطورة الشاب نرجس الذي وقع في حب انعكاس صورته. ويبدو أن الكلمة الإنجليزية "Daffodil" مشتقة من كلمة Asphodel (بروق)، حيث كان يُقارن به عادةً.
تنتشر أنواع النرجس في المروج والغابات في جنوب أوروبا وشمال إفريقيا، مع مركز تنوع في منطقة البحر الأبيض المتوسط الغربية، خاصة في شبه الجزيرة الإيبيرية. وقد انتشرت النباتات البرية والمزروعة على نطاق واسع، وأُدخلت إلى الشرق الأقصى قبل القرن العاشر. يتكاثر النرجس عبر تقسيم الأبصال، لكنه يُلقح أيضًا بواسطة الحشرات. وتشمل الآفات والأمراض المعروفة التي تصيب النرجس الفيروسات والفطريات ويرقات الذباب والعث والديدان الخيطية. بعض أنواع النرجس انقرضت، بينما تهدد التنمية العمرانية والسياحة أنواعًا أخرى.
تشير المصادر التاريخية إلى أن النرجس زُرع منذ العصور القديمة، لكنه اكتسب شعبية متزايدة في أوروبا بعد القرن السادس عشر، وبحلول أواخر القرن التاسع عشر أصبح محصولًا تجاريًا مهمًا يتركز بشكل أساسي في هولندا. واليوم، يُعتبر النرجس شائعًا كزهور مقطوفة وكزينة في الحدائق العامة والخاصة. أدى التاريخ الطويل لتطوير الأنواع إلى ظهور آلاف الأصناف المختلفة. ولأغراض البستنة، يُصنف النرجس إلى أقسام تُغطي أشكالًا وألوانًا متنوعة. كغيره من أفراد عائلته النباتية، ينتج النرجس عددًا من القلويدات المختلفة التي توفر بعض الحماية للنبات، لكنها قد تكون سامة عند تناولها بالخطأ. وقد استُغلت هذه الخاصية طبيًا في العلاج التقليدي وأسفرت عن إنتاج الغالانتامين لعلاج خرف الزهايمر.
احتُفي بالنرجس طويلًا في الفن والأدب، وهو مرتبط بعدد من المواضيع في الثقافات المختلفة، من الموت إلى الحظ الجيد، كما يُعد رمزًا لفصل الربيع. النرجس هو الزهرة الوطنية لويلز ورمز جمعيات مكافحة السرطان في العديد من الدول. وترتبط ظهور الأزهار البرية في الربيع بالمهرجانات في أماكن عديدة.

## الوصف
عام
النرجس هو جنس من النباتات المعمرة العشبية الأرضية التي تنتج الأبصال، حيث تموت الأجزاء الظاهرة بعد الإزهار تاركةً بصيلة تخزين تحت الأرض. تنمو النباتات من جديد في العام التالي من بصيلات بيضاوية الشكل مغطاة بقشرة بنية ولها أعناق بارزة، وتصل ارتفاعاتها إلى 5–80 سم حسب النوع. الأنواع القزمة مثل النرجس الأستوري لا يتجاوز ارتفاعها 5–8 سم، بينما يمكن لنوع النرجس الشائع أن ينمو ليصل إلى 80 سم.
نباتات النرجس عديمة الأوراق من المنتصف (scapose)، حيث تنمو أزهارها على ساق جوفاء مفردة مركزية. تبرز عدة أوراق ضيقة ذات شكل شريطي ولون أخضر أو أخضر مزرق من البصلة. وعادة ما تحمل الساق زهرة واحدة، وأحيانًا مجموعة من الزهور (خيمة). الأزهار، التي غالبًا ما تكون ملفتة للنظر وبيضاء أو صفراء أو كليهما، وأحيانًا نادرًا ما تكون خضراء، تتكون من ثلاثة أجزاء: أنبوب زهري فوق المتاع (الأقرب للساق)، وحلقة خارجية من ست بتلات (تُسمى تيبال أو ورقة كمية لأنها لا تُميز بين الكأس والتويج)، وتاج مركزي ذو شكل قرصي أو مخروطي. يمكن أن تكون الأزهار متدلية أو قائمة. وتحتوي الزهرة على ستة أسدية محيطة بميسم مركزي، ويكون المتاع سفليًا (أسفل أجزاء الزهرة) ويحتوي على ثلاث حجرات (ثلاثي الحجرات). يتكون الثمر من كبسولة جافة تنشق (تتفتح) لإطلاق بذور سوداء.
تبقى البصلة في حالة سكون بعد أن تموت الساق وأوراق الزهرة، ولها جذور انقباضية تسحبها أعمق في التربة. تتشكل ساق الزهرة والأوراق داخل البصلة لتظهر في الموسم التالي. معظم الأنواع تدخل في سبات من الصيف إلى أواخر الشتاء وتزهر في الربيع، رغم أن بعض الأنواع تزهر في الخريف.

### خاص

#### خُضري
الأبصال
الأبصال الغشائية البيضاوية ذات القشرة البنية الشاحبة تتميز بغلاف غشائي ولوحة قاعدية فلينية (قاعدة الساق) تنمو منها شعريات جذرية في حلقة حول الحافة، يصل طولها إلى 40 ملم. فوق اللوحة القاعدية يوجد عضو التخزين المكون من حراشف البصلة المحيطة بساق الزهرة السابقة والبراعم الطرفية. تنقسم الحراشف إلى نوعين: أعضاء تخزين حقيقية وقواعد الأوراق الخضرية. تتميز الأخيرة بطرف أكثر سماكة وندبة حيث انفصلت شفرة الورقة. أما الحراشف الداخلية، فتكون شبه دائرية وتغلف ساق الزهرة جزئيًا فقط (شبه مغلفة). تحتوي البصلة على عدد من وحدات البصل المتفرعة، كل واحدة منها تحتوي على حراشف حقيقية (2-3) وقواعد أوراق (2-3). وتستمر دورة حياة كل وحدة بصلة حوالي أربع سنوات.
بعد موت الأوراق في الصيف، تذبل الجذور أيضًا. ومع مرور السنوات، تتقلص الجذور وتسحب الأبصال أعمق داخل التربة (الجذور الانقباضية). تتطور الأبصال من الداخل، حيث تدفع الطبقات القديمة للخارج لتصبح بنية وجافة، مكونة غلافًا خارجيًا يُسمى القشرة أو الجلد. في بعض الأنواع البرية، أُحصي ما يصل إلى 60 طبقة. وبينما يبدو النبات خاملاً فوق سطح الأرض، تتطور ساق الزهرة داخل البصلة، محاطة بورقتين إلى ثلاث أوراق متساقطة وأغلفتها. تقع ساق الزهرة في إبط الورقة الحقيقية الثانية.
السيقان
يتميز نبات النرجس بساق نباتية منفردة وخالية من الأوراق، تظهر من أوائل إلى أواخر الربيع حسب النوع، وتحمل من 1 إلى 20 زهرة. يختلف شكل الساق باختلاف الأنواع، فبعضها مضغوط بشدة مع وجود خط مرئي، بينما يكون البعض الآخر مستديرًا. تكون السيقان منتصبة وتوجد في مركز الأوراق. في بعض الأنواع مثل N. hedraeanthus، تكون الساق مائلة. الجزء العلوي من الساق أجوف، بينما الجزء القريب من البصلة يكون أكثر صلابة وممتلئًا بمادة إسفنجية.
الأوراق
يحتوي نبات النرجس على ورقة قاعدية واحدة أو عدة أوراق، تتسم بأنها خطية، أو شريطية، أو على شكل حزام (طويلة وضيقة)، وأحيانًا تكون مقعرة من الجانب العلوي أو شبه أسطوانية. قد تكون الأوراق ذات سويقات (pedicellate) أو غير مزودة بسويقات (sessile). تنشأ الأوراق من البصلة وتكون مسطحة وعريضة عند القاعدة أو أسطوانية الشكل. يظهر النبات الناشئ عادة بورقتين، بينما يحتوي النبات الناضج عادة على ثلاث أوراق، نادرًا أربع. يغطي الأوراق طبقة شمعية (كوتين) تحتوي على جليدة تمنحها مظهرًا لامعًا.
لون الأوراق يتراوح بين الأخضر الفاتح إلى الأزرق المخضر. في النباتات الناضجة، تمتد الأوراق أعلى من ساق الزهرة، لكن في بعض الأنواع تكون الأوراق متدلية. قاعدة الورقة محاطة بغلاف عديم اللون. بعد الإزهار، تتحول الأوراق إلى اللون الأصفر وتذبل بمجرد نضج ثمرة النبات (الكبسولة البذرية).
تتميز أزهار النرجس عادة بأوراق خضراء داكنة ومستديرة تشبه السلك.

#### التكاثر
النورة الزهرية
النورة الزهرية في نبات النرجس عبارة عن ساق منفردة (عنق) تحمل زهرة منفردة أو تتجمع في مجموعة أزهار تصل إلى 20 زهرة. الأنواع التي تحمل زهرة منفردة تشمل قسم Bulbocodium ومعظم قسم Pseudonarcissus. أما الأنواع التي تحمل خيمة (umbellate) فلديها نورة لحمية عنقودية غير متفرعة (racemose) بأزهار قصيرة السويقات، كما هو الحال في N. papyraceus و النرجس الشائع قد يكون ترتيب الزهرة على الإزهار إما مع عنيقة أو بدون سيقان زهرية (أوراق لاطئة).
تُحاط براعم الزهور قبل التفتح بغلاف رقيق وجاف أو غشائي (غمد)، يتكون من قنابة واحدة مضلعة تظل ملتفة حول قاعدة الزهرة المفتوحة. مع نمو البراعم، ينشق الغمد طوليًا. تكون الزوائد الورقية (bracteoles) صغيرة أو غائبة.
الأزهار
تعد أزهار النرجس خنثية (ثنائية الجنس)، وتتألف من ثلاثة أجزاء رئيسية (ثلاثية الأجزاء)، وأحيانًا تكون عطرة. تتميز أزهار النرجس بتماثل شعاعي (actinomorphic) أو تماثل جانبي خفيف (zygomorphic) بسبب التكوين المنحني-الصاعد للأسدية (تنحني للأسفل ثم ترتفع عند الطرف). السمة البارزة لأزهار النرجس هي التاج (الأنبوبة أو البوق) اللافت للنظر في معظم الأنواع.
الأجزاء الزهرية الرئيسية الثلاثة (في جميع الأنواع باستثناء N. cavanillesii حيث يكون التاج شبه غائب):
1. الأنبوب الزهري القاعدي (hypanthium).
2. الكؤوس الحرة المحيطة (tepals).
3. التاج الطرفي (paraperigon أو paraperigonium).

تُعد هذه الأجزاء الثلاثة مكونات الكأس الزهري (perigon أو perigonium) الذي ينشأ فوق قمة المتاع السفلي، حيث تشكل قاعدته الأنبوب الزهري.
يتكون الأنبوب الزهري من اندماج الأجزاء القاعدية للكؤوس (ملتحمة قاعديًا). يأخذ شكلاً يتراوح بين مخروطي مقلوب (obconic) أو يشبه القمع (funneliform) أو أسطوانيًا. يعلوه التاج الطرفي. تتراوح الأنابيب الزهرية بين طويلة وضيقة كما في قسمي Apodanthi وJonquilla، إلى شكل بدائي كما في N. cavanillesii.
تحيط الكؤوس بالأنبوب الزهري والتاج، وتنحني للخلف عن باقي الكأس الزهري. تتألف من ستة أجزاء موزعة على دائرتين، قد تكون موجهة للأعلى، أو منحنية للخلف (reflexed)، أو بشكل رمحي. يتكون الكأس الزهري في النباتات أحادية الفلقة من كؤوس متجانسة (homochlamydeous) غير مميزة إلى كؤوس (sepals) وبتلات (petals) منفصلة، بل تحتوي على ستة كؤوس فقط. يمكن اعتبار الثلاثة الخارجية كأسبلة (sepals)، والثلاثة الداخلية كبتلات (petals). يتميز الانتقال بين الأنبوب الزهري والتاج بموضع الكؤوس الحرة على الكأس الزهري الملتحم.
التاج، أو التاج الجانبي (paracorolla)، يوصف بأشكال مختلفة: جرسية (قمعية، بوقية)، كأسيّة (cupular أو crateriform)، أو قرصية ذات حواف مموجة غالباً. يكون التاج منفصلًا عن الأسدية، ونادرًا ما يكون حلقة بسيطة متصلبة. يتكون التاج أثناء نمو الزهرة كنتوء أنبوبي ناتج عن اندماج الأسدية في بنية أنبوبية، مع تقلص حجم المتك. عند قاعدة التاج، تتكون الروائح التي تجذب الملقحات. تنتج جميع الأنواع الرحيق في قمة المبيض.
يختلف شكل التاج من القرص الصغير المصبوغ كما في النرجس المتأخر، أو الشكل البدائي في N. cavanillesii، إلى الأبواق الطويلة في قسم Pseudonarcissus (نرجس الأبواق).
في حين أن الكأس الزهري قد يتجه للأمام، فإنه في بعض الأنواع مثل N. cyclamineus يكون منثنيًا للخلف (reflexed)، بينما في أنواع أخرى مثل N. bulbocodium، يكون مختزلًا إلى بضعة أجزاء مدببة بالكاد مرئية مع تاج بارز.
لون الكأس الزهري أبيض أو أصفر أو ثنائي اللون، باستثناء نوع النرجس أخضر الأزهار الذي يزهر ليلاً ويكون لونه أخضر. بالإضافة إلى ذلك، يتميز تاج النرجس الشاعري بحافة مسننة حمراء (انظر الجدول الأول). يتراوح قطر الزهرة من 12 ملم (N. bulbocodium) إلى أكثر من 125 ملم (N. nobilis = نرجس كاذب subsp. nobilis).
تختلف وضعية الزهرة من متدلية أو مائلة للأسفل كما في نوع النرجس ثلاثي الأسدية (انظر الرسم التوضيحي، يساراً)، إلى منحرفة-صاعدة كما في النرجس الكاذب، أفقية (منتشرة) مثل N. gaditanus أو N. poeticus، منتصبة كما في N. cavanillesii، N. serotinus والنرجس الجلدي (الجدول الأول)، أو متوسطة بين هذه الوضعيات (منتصبة-منتشرة).

تُظهر أزهار النرجس تنوعًا زهريًا استثنائيًا وتعددًا جنسيًا، يتجلى بشكل أساسي في حجم التاج وطول الأنبوب الزهري، مما يتناسب مع مجموعات الملقحات. وصف باريت  وهاردر (2005) ثلاثة أنماط زهرية مميزة:
1. الشكل "النرجسي"
2. الشكل "النرجس الرقيق"
3. الشكل "الترياندرس"

الأشكال السائدة هي "النرجسي" و"النرجس الرقيق"، في حين أن الشكل "الترياندرس" أقل شيوعًا، وكل منها يتناسب مع مجموعة مختلفة من الملقحات.
الشكل "النرجسي": يشمل قسمي Pseudonarcissus وBulbocodium. يتميز بأنبوب زهري قصير نسبيًا، عريض أو يشبه القمع بدرجة كبيرة، يتصل بتاج ممدود وكبير على شكل قمع، مكونًا كأسًا زهريًا عريضًا أسطوانيًا أو بشكل يشبه البوق. يحتوي قسم Pseudonarcissus على أزهار كبيرة نسبيًا يبلغ طول الكورولا فيها حوالي 50 ملم، وهي منفردة عادةً، ونادرًا ما تكون في نورات تحتوي على 2-4 أزهار. تتميز بأنابيب زهرية خضراء واسعة وتيجان صفراء زاهية على شكل قمع. أحيانًا تختلف الكؤوس الستة في اللون عن التاج، وقد تكون باللون الكريمي أو الأصفر الباهت.
شكل "النرجس الرقيق": يشمل أقسام Jonquilla، Apodanthi وNarcissus. يتميز بأنبوب زهري طويل ورفيع وتاج قصير وضحل وممتد. تكون الزهرة أفقية وعطرة.
شكل "الترياندرس": يظهر فقط في نوعين هما النرجس أبيض الحواف (نوع مستوطن في المغرب) والنرجس ثلاثي الأسدية يجمع هذا الشكل بين خصائص الشكلين "النرجسي" و"النرجس الرقيق"، حيث يتميز بأنبوب طويل ورفيع وتاج ممتد على شكل جرس متساوي الطول تقريبًا. تكون الأزهار متدلية.
الأسدية
تحتوي الزهرة على ستة أسدية مرتبة في صف أو صفين (دوائر)، وتكون خيوط الأسدية منفصلة عن التاج ومتصلة عند الحلق أو قاعدة الأنبوب (ملتحمة مع البتلات). غالبًا ما تكون ذات طولين مختلفين، مستقيمة أو مائلة-صاعدة (منحنية لأسفل ثم لأعلى). وتكون المتك ذات اتصال قاعدي (متصلة عند قاعدتها).
المتاع
المبيض سفلي (أسفل الأجزاء الزهرية) ويتكون من خدر (ثلاثي الحُجيرات)، ويوجد قلم مدقة ينتهي بميسم صغير ذو ثلاث فصوص دقيقة وقلم خيطي الشكل (يشبه الخيط)، غالبًا ما يكون بارزًا (يتجاوز طول الأنبوب).
الثمرة
الثمرة عبارة عن كبسولات تنفتح بين الحجرات (انفتاح حجيري)، وتأخذ شكلًا بيضاويًا إلى شبه كروي، وتكون قوامها من ورقي إلى جلدي.
البذور
تحتوي الثمرة على العديد من البذور شبه الكروية، التي تكون مستديرة ومنتفخة وذات غلاف صلب، وأحيانًا تكون مزودة بجزء ملحق يسمى إلايوسوم. يكون غلاف البذور أسودًا، بينما يكون الغلاف الثمري جافًا.
معظم الأنواع تحتوي على 12 بويضة و36 بذرة، ولكن بعض الأنواع مثل N. bulbocodium تحتوي على عدد أكبر يصل إلى 60 كحد أقصى. تحتاج البذور من خمس إلى ستة أسابيع لتصل إلى النضج. بذور قسمي Jonquilla وBulbocodium تكون على شكل إسفين ولونها أسود غير لامع، بينما بذور الأقسام الأخرى تكون بيضوية ولامعة سوداء. يمكن لريح عابرة أو احتكاك حيوان مار أن يكون كافيًا لنثر البذور الناضجة.

### الصبغيات
تشمل أعداد الصبغيات 2n = 14، 22، 26، مع العديد من المشتقات غير المتوازنة (aneuploid) ومتعددة الصيغ الصبغية (polyploid). العدد الأساسي للصبغيات هو 7، باستثناء الأنواع النرجس الشائع، N. elegans وN. broussonetii حيث يكون العدد 10 أو 11؛ وتميز هذا تحت الجنس (Hermione) بهذه الخاصية. تشمل الأنواع متعددة الصيغ الصبغية N. النرجس الرقيق (4x = 22) وN. dubius (6x = 50).

### الكيمياء النباتية

#### القلويدات
مثل جميع أجناس عائلة الأمارلسية (Amarylidaceae)، يحتوي جنس النرجس (Narcissus) على قلويدات إيزوكينولينية فريدة. كان أول قلويد حُدد هو الليكورين (Lycorine)، الذي عُزل من النرجس الكاذب في عام 1877. تُعتبر هذه القلويدات تكيفًا وقائيًا وتُستخدم في تصنيف الأنواع. حُدد ما يقرب من 100 قلويد في هذا الجنس، وهو ما يمثل حوالي ثلث القلويدات الأمارلسية المعروفة، على الرغم من عدم اختبار جميع الأنواع. من بين تسعة أنواع من حلقات القلويدات المحددة في العائلة، غالبًا ما تُظهر أنواع النرجس وجود قلويدات من مجموعتي الليكورين (Lycorine, galanthine, pluviine) والهوموليكورين (Homolycorine, lycorenine). كما تمثل قلويدات الهيمنثامين (Hemanthamine)، التازيتين (Tazettine)، النارسكلاسين (Narciclasine)، المونتانين (Montanine) والغالانتامين (Galantamine). يختلف ملف القلويدات لأي نبات حسب الزمن، والموقع، ومرحلة النمو. يحتوي النرجس أيضًا على الفركتانز والجلوكو-مانان منخفض الوزن الجزيئي في الأوراق والسيقان.

#### العطور
تتكون العطور أساسًا من الإيزوبرينويدات أحادية التربين (Monoterpene Isoprenoids)، مع كمية صغيرة من البنزينويدات (Benzenoids)، باستثناء N. jonquilla حيث يُمثلان بالتساوي. استثناء آخر هو N. cuatrecasasii، الذي ينتج بشكل رئيسي مشتقات الأحماض الدهنية. يتكون السلائف الأساسية للتربين الأحادي من جيرانيل بيروفوسفات (Geranyl Pyrophosphate)، وأكثر التربينات الأحادية شيوعًا هي الليمونين (Limonene)، الميرسين (Myrcene)، والترانس-بيتا-أوسيمين (trans-β-Ocimene). معظم البنزينويدات غير ميثوكسيلية، بينما تحتوي بعض الأنواع على أشكال ميثوكسيلية (إيثرات) مثل N. bujei. تشمل المكونات الأخرى الإندول (Indole)، الإيزوبنتينويدات (Isopentenoids)، وكميات صغيرة جدًا من السيكويتربين (Sesquiterpenes). يمكن ربط أنماط العطور بالمُلقحات، وتنقسم إلى ثلاث مجموعات رئيسية (راجع قسم التلقيح).

## التصنيف

### التاريخGenus valde intricatum et numerosissimis dubiis oppressum"جنس معقد للغاية ومثقل بالعديد من الشكوك"—شولتز و شولتز الابن.،Syst. Veg.[25]

#### الفترة المبكرة
كان جنس النرجس معروفًا جيدًا لدى الإغريق والرومان القدماء. في الأدب اليوناني، وُصف نبات νάρκισσος، ومن المحتمل أن يكون المقصود هو نوع النرجس الشاعري، على الرغم من أنه لا يمكن تحديد الأنواع المذكورة في الأدب الكلاسيكي بدقة. لاحقًا، قدّم بليني الأكبر (Pliny the Elder) الشكل اللاتيني "نارسيسوس" (Narcissus).

أبدى هؤلاء الكُتّاب اهتمامًا كبيرًا بالخصائص الطبية المحتملة للنبات بالإضافة إلى ميزاته النباتية، وظلت رواياتهم مؤثرة حتى عصر النهضة على الأقل (انظر أيضًا العصور القديمة). ومن بين الكُتّاب في العصور الوسطى وعصر النهضة ألبيرتوس ماغنوس (Albert Magnus) وويليام تورنر (William Turner)، لكن الأمر استلزم انتظار كارل لينيوس (Carl Linnaeus) ليصف رسميًا جنس النرجس ويسميه في كتابه أنواع النباتات عام 1753، حيث كان هناك ستة أنواع معروفة آنذاك.

#### الفترة الحديثة
صنّف دو جوسيو (De Jussieu) النرجس في "عائلة" عام 1789، أطلق عليها اسم "نارسيسي" (Narcissi). ثم أعيدت تسميتها Amaryllideae بواسطة جوم سان-هيلار (Jaume Saint-Hilaire) عام 1805، لتتوافق مع عائلة النرجسية (Amaryllidaceae). لفترة من الزمن، اعتُبر النرجس جزءًا من عائلة الزنبق (Liliaceae) (كما هو موضح في الرسم التوضيحي لنوع Narcissus candidissimus)، ولكن بعد ذلك فُصلت عائلة النرجسية (Amaryllidaceae) عنها.
التصنيفات المختلفة

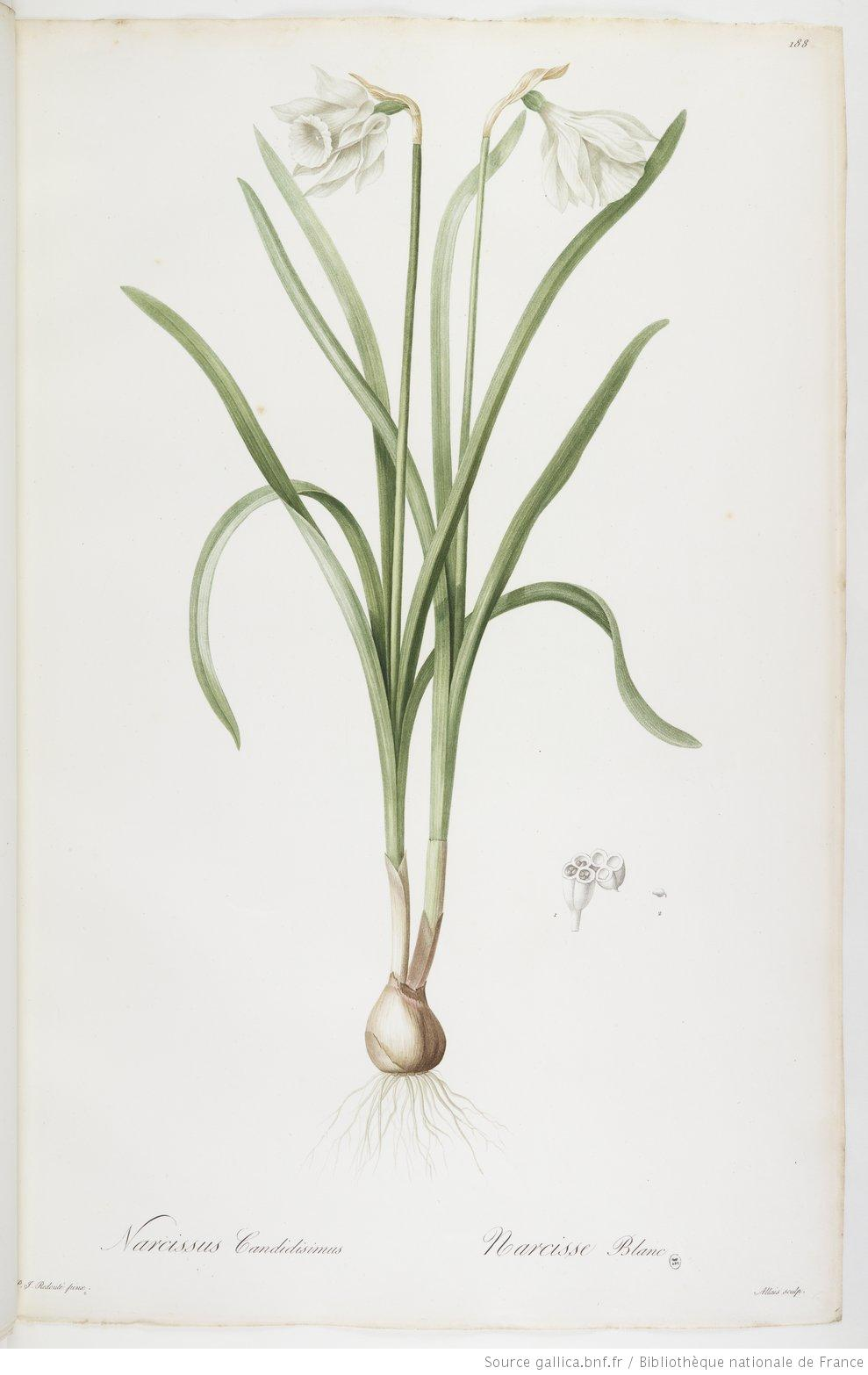
N. candidissimus بقلم بيير جوزيف ريدوتيه، 1808

تبنى العديد من الباحثين وجهات نظر ضيقة (مثل هاوورث  وسالزبوري) أو واسعة (مثل هيربرت وسباش ) فيما يتعلق بجنس النرجس. وفقًا للرؤية الضيقة، عوملت العديد من الأنواع كأجناس مستقلة. بمرور الوقت، أصبحت الرؤية الواسعة هي السائدة، حيث نُشرت دراسة شاملة عن الجنس بواسطة بيكر في عام 1875. وكان أحد الأجناس المثيرة للجدل هو Tapeinanthus،  ولكن اليوم يُعتبر ضمن جنس النرجس.
لم يثبت موضع جنس النرجس داخل فصيلة النرجسية ( Amaryllidaceae) بشكل نهائي إلا في هذا القرن مع ظهور التحليل الوراثي والنظام الذي وضعته مجموعة علم تطور سلالات كاسيات البذور (Angiosperm Phylogeny Group). ضمن عائلة النرجسية، ينتمي جنس النرجس إلى قبيلة النرجسيات (Narcisseae)، وهي واحدة من 13 قبيلة ضمن الفصيلة الفرعية Amaryllidoideae. ويشكل النرجس أحد فرعين شقيقين يتبعان لقبيلة النرجسيات، يتميز عن الذربوب من خلال وجود paraperigonium، ويُعتبر أحادي النمط الخلوي (Monophyletic).

### التقسيم الفرعي
لا تزال العلاقات الوراثية داخل جنس النرجس غير مستقرة إلى حد كبير. فقد أثبتت تصنيفات هذا الجنس تعقيدها وصعوبة حلها بسبب تنوع الأنواع البرية، وسهولة حدوث التهجين الطبيعي، والانتشار الواسع للزراعة والتكاثر، متبوعًا بالهروب إلى الطبيعة والتوطين. ونتيجة لذلك، تباين عدد الأنواع المقبولة بشكل كبير.
في أول تصنيف منهجي لجنس النرجس، قام دي كاندول بترتيب الأنواع ضمن مجموعات مسماة، ولا تزال هذه الأسماء مستخدمة في التقسيمات الفرعية المختلفة وتحمل اسمه كمرجع. وقد كانت الحالة مربكة بسبب إدراج العديد من الأنواع غير المعروفة أو المزروعة في الحدائق، ولم تُرتب الأنواع البرية كأقسام تحت جنس النرجس إلا في عمل بيكر.
كان نظام التصنيف الشائع هو نظام فيرنانديز 
 الذي يعتمد على علم الخلية (Cytology)، والذي عُدل بواسطة بلانشارد (1990) وماثيو (2002). اقترح فيرنانديز وجود شُعبتين فرعيتين بناءً على أرقام الصبغات الأساسية، ثم قسمهما إلى عشر أقسام، وهو ما تبناه بلانشارد أيضًا.
من جهة أخرى، فضل باحثون مثل ويب التركيز على السمات الشكلية بدلاً من الجينية، متخلين عن التصنيفات الفرعية. ومع ذلك، ظل نظام بلانشارد من بين الأكثر تأثيرًا. وعلى الرغم من أن التقسيمات داخل جنس النرجس ظلت ثابتة نسبيًا، إلا أن وضعها (أجناس، شُعب، أقسام، فروع، سلاسل، أنواع) لم يكن كذلك.
النظام الأكثر شيوعًا هو نظام الجمعية الملكية للبستنة (Royal Horticultural Society - RHS)، الذي يُدرج عشر أقسام. ثلاثة من هذه الأقسام تحتوي على نوع واحد فقط (أحادي النوع)، بينما يحتوي اثنان منها على نوعين فقط. معظم الأنواع تُدرج ضمن قسم Pseudonarcissus. تتوافق العديد من هذه التقسيمات بشكل تقريبي مع الأسماء الشائعة لأنواع أزهار النرجس، مثل: النرجس البوقي، التازيتا، عيون الطائر، الأطواق، والجونكويل.
النظام الأكثر هرميةُ هو نظام ماثيو، الموضح هنا -
الجدول الأول: تقسيمات نرجس (ماثيو 2002)
| جنيس                                                  | القسم                                             | القسم الفرعي                                     | السلسلة          | النوع النمطي                           |
| ----------------------------------------------------- | ------------------------------------------------- | ------------------------------------------------ | ---------------- | -------------------------------------- |
| Narcissus Pax                                         | Narcissus L.                                      |                                                  |                  | نرجس شاعري                             |
| Narcissus Pax                                         | Pseudonarcissus DC syn. Ajax Spach                |                                                  |                  | نرجس كاذب                              |
| Narcissus Pax                                         | Ganymedes Salisbury ex Schultes and Schultes fil. |                                                  |                  | نرجس ثلاثي الأسدية                     |
| Narcissus Pax                                         | Jonquillae De Candolle                            | Jonquillae DC                                    |                  | N. jonquilla L.                        |
| Narcissus Pax                                         | Jonquillae De Candolle                            | Apodanthi (A. Fernandes) D. A. Webb              |                  | نرجس جلدي                              |
| Narcissus Pax                                         | Jonquillae De Candolle                            | Chloranthi D. A. Webb                            |                  | نرجس أخضر الأزهار                      |
| Narcissus Pax                                         | Tapeinanthus (Herbert) Traub                      |                                                  |                  | N. cavanillesii A. بارا و ج.لوبيز      |
| Hermione (Salisbury) Spach                            | Hermione syn. Tazettae De Candolle                | Hermione                                         | Hermione         | نرجس شائع                              |
| Hermione (Salisbury) Spach                            | Hermione syn. Tazettae De Candolle                | Hermione                                         | Albiflorae Rouy. | نرجس رقيقKer-Gawler                    |
| Hermione (Salisbury) Spach                            | Hermione syn. Tazettae De Candolle                | Angustifoliae (A. Fernandes) F.J Fernándes-Casas |                  | Click for image N. elegans (هاو.) سباش |
| Hermione (Salisbury) Spach                            | Hermione syn. Tazettae De Candolle                | Serotini Parlatore                               |                  | N. serotinus L.                        |
| Hermione (Salisbury) Spach                            | Aurelia (J. Gay) Baker                            |                                                  |                  | نرجس متأخر لاغاسكا                     |
| Corbularia (Salisb.) Pax syn. Bulbocodium De Candolle |                                                   |                                                  |                  | N. bulbocodium L.                      |

#### التحليلات الوراثية
دعمت التحليلات الوراثية التي أجراها غراهام وبارت (2004) تقسيم جنس النرجس إلى فرعين يتوافقان مع تحت الجنسيات التي حددها فرنانديز، لكنها لم تدعم أحادية الأصل لجميع الأقسام. أكدت دراسة موسعة لاحقة أجراها رونستد وآخرون (2008) مع عينات إضافية هذا النمط.
سعت دراسة جزيئية واسعة أجراها زونفيلد (2008) إلى تقليل بعض التعدد الشكلي الذي حدده غراهام وبارت. وأدى ذلك إلى مراجعة الهيكلية التقسيمية.

```
وبينما وجد غراهام وبارت (2004)
[
61
]
 أن تحت الجنس "هيرموني" أحادي الأصل، لم يؤكد سانتوس-غالي وآخرون (2011)
[
62
]
 ذلك. وإذا تم استبعاد نوعين من الدراسة السابقة، فإن الدراسات تتفق، حيث تشكل الأنواع المعنية فرعًا مع تحت الجنس "نرجس". وقد أُقترح ما يسمى بـ "الأقسام الهجينة" لاستيعاب الأنواع الهجينة الطبيعية (القديمة).
```

#### الأنواع

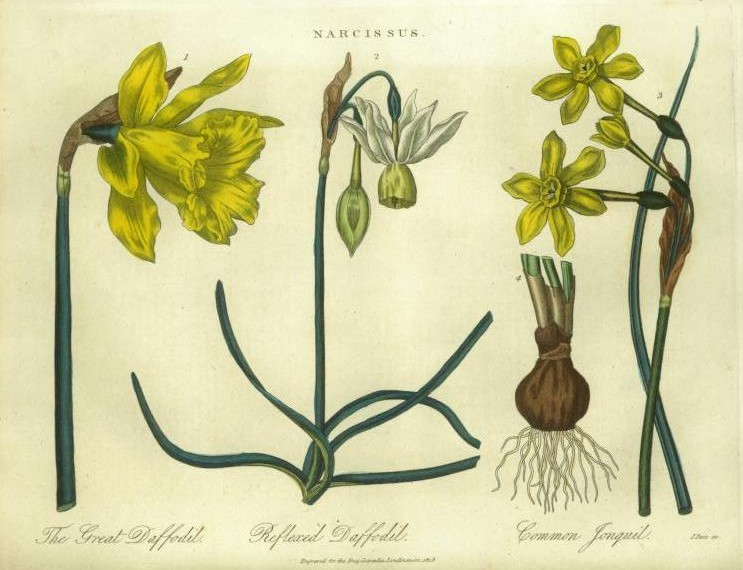
N. major، نرجس ثلاثي الأسدية، وN. major. دائرة المعارف اللندنية، 1819

تفاوتت تقديرات عدد أنواع النرجس بشكل كبير، حيث تراوحت بين 16 إلى 160 نوعًا تقريباً، حتى في العصر الحديث.
 في الأصل، شمل لينيوس ستة أنواع فقط في عام 1753، وبحلول عام 1784 كان هناك أربعة عشر نوعًا، وبحلول عام 1819 كان العدد ستة عشر، ثم وصف أدريان هاورث 150 نوعًا بحلول عام 1831.
يرجع هذا التفاوت الكبير في الغالب إلى تعريف الأنواع. وبالتالي، فإن رؤية واسعة جدًا لكل نوع، كرؤية ويب تؤدي="" إلى="" عدد="" قليل="" من="" الأنواع،="" بينما="" رؤية="" ضيقة="" جدًا،="" مثل="" فرنانديز، تؤدي إلى عدد صغير من الأنواع في حين أن الرؤية الضيقة كرؤية فيرنانديز تؤدي لعدد أكبر. عامل آخر هو وضع الأنواع الهجينة، مع وجود تمييز بين "الهجن القديمة" و"الهجن الحديثة". يشير مصطلح "الهجن القديمة" إلى الأنواع الهجينة التي تنمو على مساحة كبيرة، وبالتالي تُعتبر الآن أنواعًا منفصلة، بينما يشير مصطلح "الهجن الحديثة" إلى النباتات المنفردة التي توجد بين والديها، بنطاق أكثر تحديدًا.
قبِل فرنانديز (1951) في البداية 22 نوعًا فقط، بينما حدد ويب (1980) 27 نوعًا. وبحلول عام 1968، وصل عدد الأنواع لدى فرنانديز إلى 63 نوعًا، ولدى بلانشارد (1990) 65 نوعًا، ولدى إرهارت (1993) 66 نوعًا. وفي عام 2006، أدرج السجل الدولي للنرجس التابع للجمعية الملكية للبستنة (RHS)

 وقائمة الأنواع المصنفة 87 نوعًا، بينما خلُصت دراسة جينية أجراها زونفيلد (2008) إلى 36 نوعًا فقط. وبحلول سبتمبر 2014، اعترف دليل التحقق العالمي للأسر النباتية المختارة بوجود 52 نوعًا، إلى جانب ما لا يقل عن 60 نوعًا هجينًا، بينما أدرجت قائمة الجمعية الملكية للبستنة (RHS) لأكتوبر 2014 أسماء 81 نوعًا مقبولاً.

### التطور
ضمن قبيلة النرجسيات، تفرّع جنس النرجس (غرب البحر الأبيض المتوسط) عن جنس الذربوب (أوراسيا) في أواخر العصر الأوليغوسيني إلى أوائل عصر الميوسين، أي منذ حوالي 29.3–18.1 مليون سنة. لاحقًا، انقسم الجنس إلى تحت جنسين (هيرموني ونرجس) بين 27.4 و16.1 مليون سنة مضت. أما التقسيمات بين أقسام هيرموني فقد حدثت خلال فترة الميوسين، بين 19.9 و7.8 مليون سنة مضت.
```
يبدو أن النرجس نشأ في منطقة 
شبه الجزيرة الإيبيرية
 وجنوب 
فرنسا
 وشمال غرب 
إيطاليا
. أما تحت الجنس هيرموني فقد نشأ في جنوب غرب 
البحر الأبيض المتوسط
 وشمال غرب 
إفريقيا
.
[
62
]
```

### الأسماء وأصولها

#### النرجس

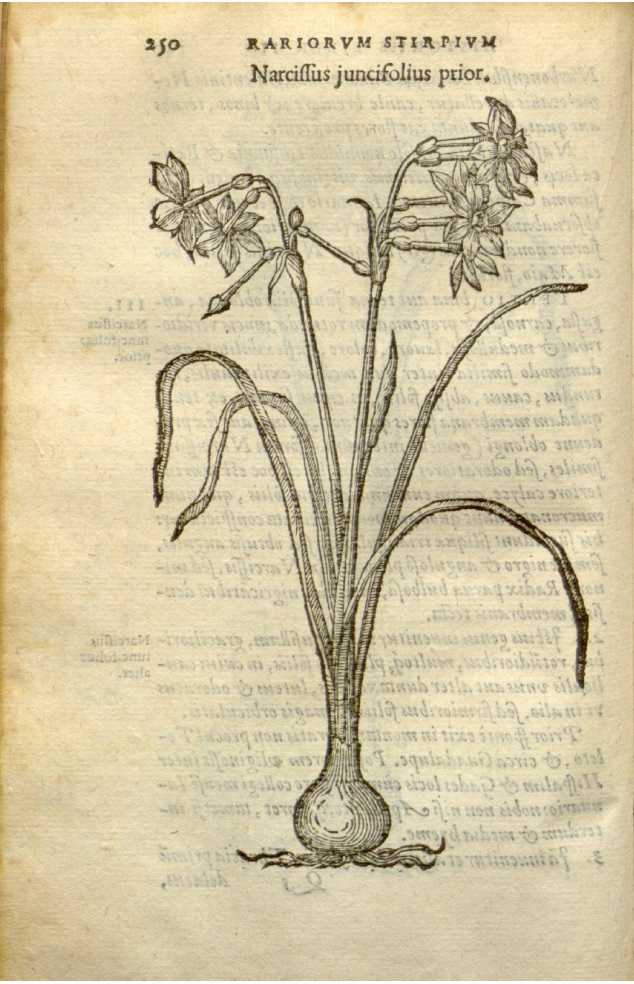
N. juncifolius، كارولوس كلاسياس، راريوروم ستيربيوم، 1576

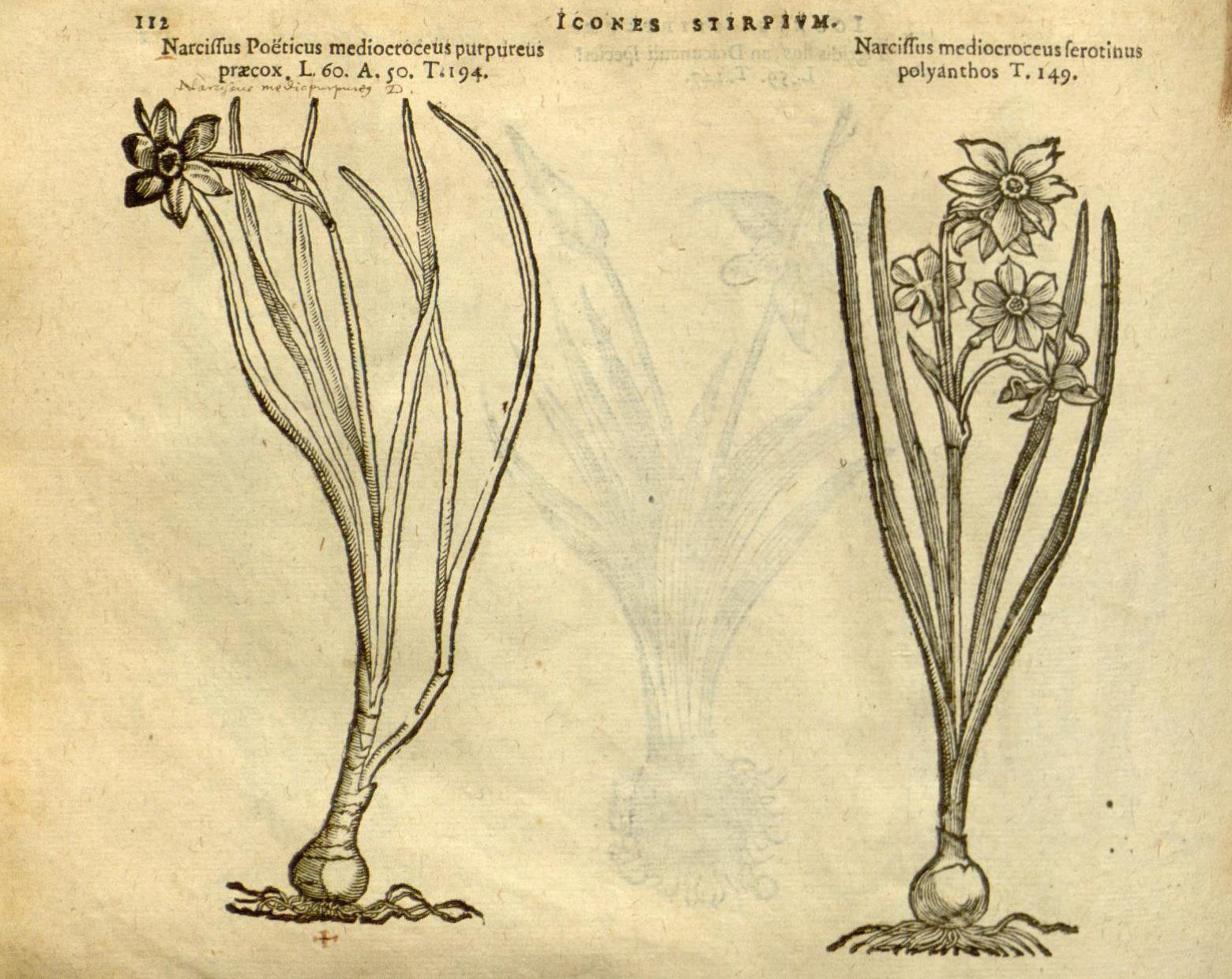
النرجس الشاعري، ماتياس دي لوبل، أيقونات النباتات، 1591

تُشتق كلمة narcissus اللاتينية من الكلمة اليونانية νάρκισσος (narkissos). وفقًا لبلوطرخس، فإن narkissos ارتبطت بخصائص النبات المخدرة، بسبب ارتباطها بكلمة narkē التي تعني "الخدر".νάρκη in هنري جورج ليدل وروبرت سكوت قد تكون الكلمة أيضًا مرتبطة بالعالم السفلي. ومع ذلك، يعتبر روبرت بيكس أن أصل الكلمة واضح بأنها ما قبل اليونانية.
يتميز النرجس الشاعري، الذي ينمو في اليونان، برائحة وُصفت بأنها مُسكرة. كتب بليني أن اسم النبات اشتُق من رائحته (ναρκάω narkao، "أشعر بالخدر").

 وهناك تقارير عن وجود النرجس قبل ظهور قصة ناركسيوس .

كما اقتُرح أن انحناء النرجس فوق الجداول يمثل الشاب المُعجب بانعكاسه. استخدم لينيوس الاسم اللاتيني "narcissus" للنبات، لكنه لم يكن الأول؛ فقد سبقه آخرون مثل ماتياس دي لوبل (1591) وكارولوس كلاسياس(1576). وكان اسم نرجس شائعًا بين الرجال في العهد الروماني.
أثارت صيغة الجمع للاسم الشائع "narcissus" بعض الالتباس. تُدرج القواميس صيغًا مثل narcissi وnarcissuses وnarcissus.

ومع ذلك، ترى كتب الاستخدام مثل غارنر وفاولر أن narcissi هي الصيغة المفضلة. وينبغي عدم كتابة الاسم الشائع "narcissus" بحرف كبير في بدايته (عند الكتابة بالإنجليزية).

#### دافوديل (Daffodil)
اشتُق اسم دافوديل (daffodil) من "affodell"، وهو متغير من "asphodel". كان يُشار إلى النرجس كثيرًا باسم "asphodel" (راجع العصور القديمة). أما "asphodel" فيبدو أنه اشتُق من الكلمة اليونانية asphodelos (باليونانية القديمة: ἀσφόδελος). ولا يُعرف سبب إضافة الحرف "d" في البداية. على الأقل منذ القرن السادس عشر، ظهرت أسماء بديلة مثل "daffadown dilly" و"daffydowndilly". وتشمل الأسماء الأخرى "Lent lily".

#### في لغات أخرى
يُترجم الاسم الهوكيني للنرجس، "chúi-sian"، حرفيًا إلى "جنية الماء"، حيث تشير كلمة "chúi" (水) إلى الماء و"sian" (仙) إلى الخالدين. وهو الزهرة الإقليمية الرسمية لمقاطعة فوجيان.

## التوزيع والموئل

### التوزيع
على الرغم من أن فصيلة النرجسيات (Amaryllidaceae) تُعد استوائية أو شبه استوائية في الغالب، فإن نبات النرجس يتواجد أساسًا في منطقة البحر الأبيض المتوسط، مع مركز تنوع في شبه الجزيرة الإيبيرية (إسبانيا والبرتغال). تمتد بعض الأنواع إلى جنوب فرنسا وإيطاليا والبلقان (نرجس شاعري، نرجس متأخر، نرجس شائع)، وشرق المتوسط (نرجس متأخر) بما في ذلك فلسطين المحتلة ( نرجس شائع). يُعتبر وجود نرجس شائع في غرب آسيا ووسطها وكذلك شرق آسيا نتيجة عمليات إدخال قديمة. ورغم أن الحد الشمالي الدقيق للنطاق الطبيعي للنرجس غير معروف، إلا أن وجود النرجس البري (N. pseudonarcissus) في بريطانيا العظمى ووسط وشمال أوروبا يُعتبر أيضًا نتيجة عمليات إدخال قديمة.
على الرغم من أن فصيلة النرجسيات ليست أصلية في أمريكا الشمالية، إلا أن النرجس ينمو جيدًا في مناطق الصلابة التابعة لوزارة الزراعة الأمريكية (USDA) من 3B إلى 10، والتي تشمل معظم الولايات المتحدة وكندا.
النرجس الأنيق (N. elegans) ينمو على الساحل الشمالي الغربي لأفريقيا (المغرب وليبيا) وكذلك سواحل كورسيكا وسردينيا وإيطاليا، في حين ينمو N. bulbocodium بين طنجة والجزائر، وبين طنجة ومراكش، كما يوجد في شبه الجزيرة الإيبيرية. بينما ينتشرالنرجس المتأخر على طول ساحل البحر الأبيض المتوسط بالكامل، يصل النرجس الشائع إلى الشرق حتى إيران وكشمير. ونظرًا لكونه من أقدم الأنواع المزروعة، فمن المحتمل أنه أُدخل إلى كشمير. أما النرجس الشاعري وN. pseudonarcissus، فلهما أكبر نطاقات توزيع. يمتد النرجس الشاعري من جبال البرانس عبر جبال الكاربات الرومانية إلى البحر الأسود وعلى طول الساحل الدلماسي إلى اليونان. في حين يمتد N. pseudonarcissus من شبه الجزيرة الإيبيرية، عبر جبال الفوج إلى شمال فرنسا وبلجيكا والمملكة المتحدة، حيث توجد مخزونات برية في جنوب اسكتلندا. في لوكسمبورغ، يوجد فقط بالقرب من Lellingen في بلدية Kiischpelt. في ألمانيا، يتواجد بشكل رئيسي في محمية الطبيعة في Perlenbach-Fuhrtsbachtal وحديقة Eifel الوطنية، حيث تزدهر المروج في الربيع في مونشاو بالزهور الصفراء. كما توجد واحدة من أبعد المناطق الشرقية في Misselberg بالقرب من ناسو على نهر اللاهن.

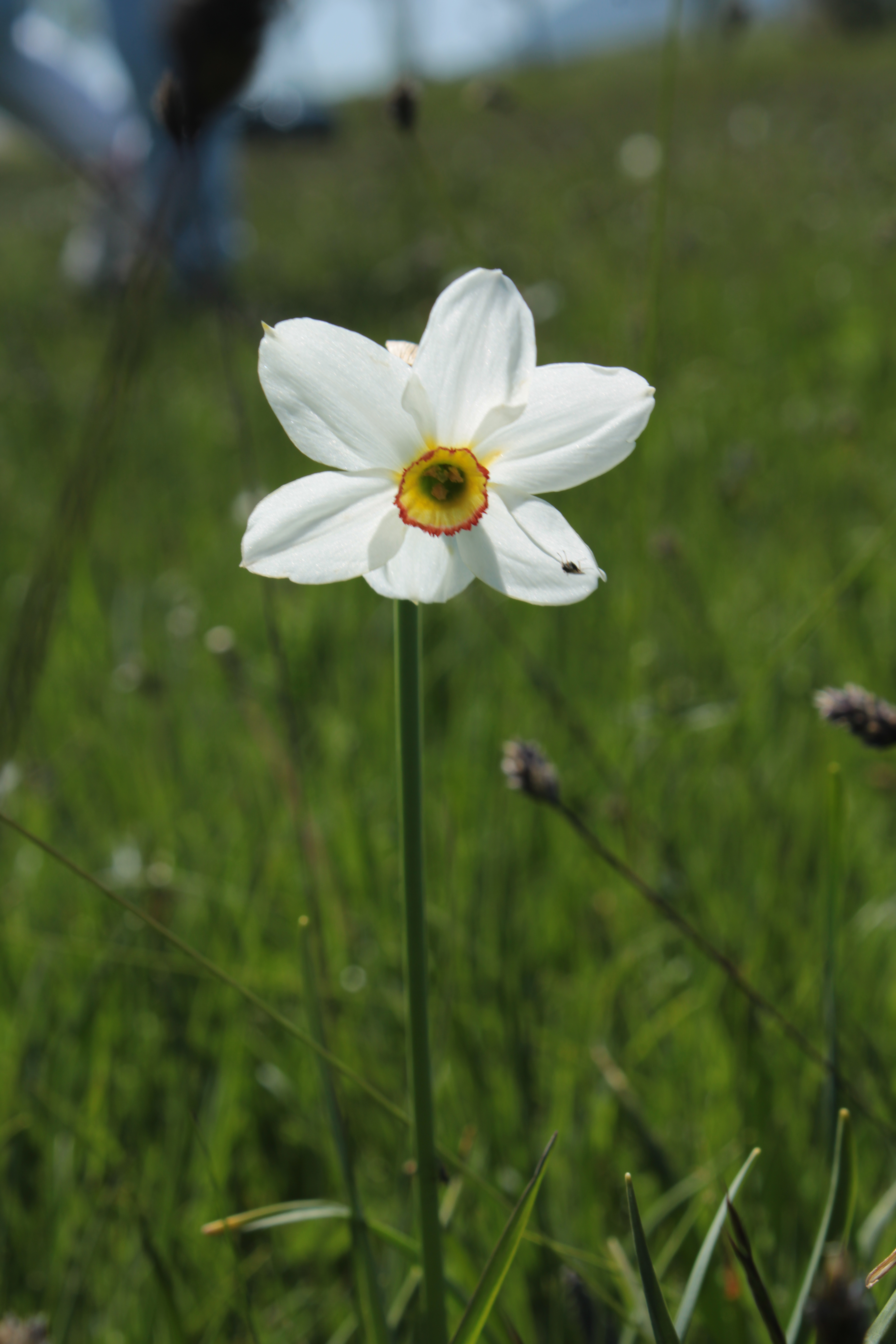
ينموالنرجس الشاعري في Međulići، بالقرب من غاكو، البوسنة والهرسك.

ومع ذلك، على عكس الأمثلة المذكورة أعلاه، فإن معظم الأنواع لها نطاقات توطن محدودة للغاية قد تتداخل مما يؤدي إلى تهجين طبيعي. على سبيل المثال، في محيط مدينة بورتو البرتغالية، حيث ينمو كل من N. pseudonarcissus والنرجس ثلاثي الأسدية، توجد تقاطعات متنوعة بين النوعين. بينما في منطقة صغيرة على طول جزء من نهر مونديغو البرتغالي، توجد هجائن تقاطعية بين النرجس الأجرب والنرجس ثلاثي الأسدية.
تُظهر الجغرافيا الحيوية ارتباطًا تطوريًا، على سبيل المثال، يتميز تحت الجنس Hermione بتوزيع في المناطق المنخفضة، بينما يقتصر تحت الجنس Narcissus، قسم Apodanthi، على المناطق الجبلية في المغرب وإسبانيا والبرتغال. وتشمل الأقسام الأخرى داخل تحت الجنس Narcissus موائل في كل من الأراضي المنخفضة والمناطق الجبلية. أما قسم Pseudonarcissus، فعلى الرغم من انتشاره على نطاق واسع، إلا أنه متوطن في سلاسل Baetic في جنوب شرق شبه الجزيرة الإيبيرية.

### الموائل
الموائل الطبيعية للنرجس متنوعة جدًا، وتشمل مناطق ذات ارتفاعات مختلفة، ومناطق مناخية حيوية متعددة، وركائز متنوعة. يُعثر عليه بشكل رئيسي في الأماكن المفتوحة التي تتراوح بين الأهوار المنخفضة، والتلال الصخرية، والمراعي الجبلية، وتشمل الأراضي العشبية، والشجيرات، والغابات، وضفاف الأنهار، والشقوق الصخرية. وعلى الرغم من أن المتطلبات تختلف من نوع إلى آخر، فإن التربة الحمضية هي المفضلة بشكل عام، مع أن بعض الأنواع تنمو على الحجر الجيري. على سبيل المثال، ينمو النرجس الأجرب على التربة الجرانيتية الرطبة خلال موسم النمو والجافة صيفًا، بينما يزدهر Narcissus dubius في المناطق ذات الصيف الحار والجاف.
مجموعة Pseudonarcissus في موائلها الطبيعية تفضل الأماكن الرطبة مثل حواف الجداول، والينابيع، والمراعي الرطبة، والمناطق المفتوحة في الغابات أو الأراضي الشجرية ذات التربة الرطبة، والتلال الرطبة. هذه الموائل متقطعة في جبال البحر الأبيض المتوسط، مما يؤدي إلى وجود تجمعات سكانية معزولة. في ألمانيا، حيث الحجر الجيري نادر نسبيًا، ينمو النرجس الكاذب في مجموعات صغيرة على المروج الجبلية المفتوحة أو في الغابات المختلطة التي تحتوي على أشجار التنوب والزان والبلوط والنغت والدردار والبتولا، مع تربة جيدة التصريف.

## البيئة

### دورة الحياة
النرجس من النباتات معمرة طويلة العمر وجيوفيتية (نباتات بصلية) تنمو في الشتاء وتدخل في سبات صيفي، ومعظمها synanthous (تظهر الأوراق والزهور في الوقت نفسه). بينما تزهر معظم الأنواع في أواخر الشتاء إلى الربيع، فإن خمسة أنواع تزهر في الخريف (N. broussonetii, N. cavanillesii, N. elegans, نرجس متأخر، نرجس أخضر الأزهار)، وتكون هذه الأنواع hysteranthous (تظهر الأوراق بعد الإزهار).
تختلف مدة بقاء الأزهار حسب النوع والظروف، وتتراوح بين 5 إلى 20 يومًا. بعد الإزهار، تبدأ أوراق وجذور النبات بالذبول، ويبدو النبات "خاملاً" حتى الربيع المقبل، حيث يحافظ على الرطوبة. ومع ذلك، فإن فترة السكون تُعد فترة نشاط داخل البراعم الأولية للبصلة. خلال هذه الفترة، تكون البصلة عرضة للافتراس (راجع قسم الآفات والأمراض أدناه).
وكما هو الحال في العديد من النباتات البصلية القادمة من المناطق المعتدلة، فإن التعرض لفترة من البرودة ضروري قبل أن يبدأ النمو في الربيع. يحمي ذلك النبات من النمو في الشتاء عندما يمكن أن يتسبب البرد القارس في أضرار. تؤدي درجات الحرارة المرتفعة في الربيع إلى تحفيز النمو من البصلة. يوفر النمو المبكر في الربيع عدة مزايا، مثل قلة المنافسة على الملقحات، وعدم وجود ظلال من النفضيات. الاستثناء لهذا الشرط هو النرجس الشائع، الذي لا يحتاج إلى درجات حرارة باردة لبدء الإزهار.
يمكن للنبات أن ينتشر استنساخيًا من خلال إنتاج بصيلات بنات وانقسامها، مما ينتج تجمعات. كما أن أنواع النرجس تتهاجن بسهولة، على الرغم من أن خصوبة النسل تعتمد على العلاقة بين الأبوين.

### التلقيح
تُلقح أزهار النرجس بواسطة الحشرات، حيث يُعتبر النحل والفراشات والذباب وعثث أبو الهول من الملقحات الرئيسية، بينما يُلقح النرجس الليلي ذو الرائحة القوية (النرجس أخضر الأزهار) بواسطة العث الشفقي. وتنقسم آليات التلقيح إلى ثلاث مجموعات تتوافق مع أشكال الأزهار (انظر قسم الوصف - الأزهار).
1. شكل "النرجس" (Daffodil): تُلقح هذه الزهور بواسطة النحل الذي يبحث عن حبوب اللقاح داخل التاج. يسمح الكأس العريض للنحل (مثل نحل طنان، وAnthophora، وAndrena) بالدخول الكامل إلى الزهرة للبحث عن الرحيق و/أو حبوب اللقاح. في هذا النوع، يقع الميسم عند فتحة التاج، ويمتد إلى ما بعد الأسدية الستة التي توجد في دوارة واحدة داخل التاج. عندما يلامس النحل الميسم بأجسامه قبل أن يلامس الأسدية بأرجله أو صدره أو بطنه، يؤدي هذا الترتيب (المعروف باسم approach herkogamy) إلى التلقيح المتبادل.
2. شكل النرجس الرقيق: هذا الشكل ملائم لفراشات حرشفية الأجنحة طويلة اللسان، وخاصة عث أبو الهول مثل Macroglossum، وبعض أنواع الفراشات مثل الكرنبيات والحورائيات. تُعد هذه الحشرات، بالإضافة إلى بعض النحل طويل اللسان والذباب، من الباحثين الأساسيين عن الرحيق. يُسمح فقط للمسبر الخاص بالحشرة بالدخول عبر الأنبوب الضيق، بينما يعمل التاج القصير كقمع يوجه طرف المسبر إلى فتحة أنبوب الكأس. يقع الميسم إما في فتحة الأنبوب أو مخفيًا تحت الأسدية. تحمل الملقحات حبوب اللقاح على مسابرها أو وجوهها. لا يستطيع النحل طويل اللسان الوصول إلى الرحيق في قاعدة الأنبوب، ولذلك يكتفي بجمع حبوب اللقاح.
3. شكل النرجس ثلاثي الأسدية: تُلقح هذه الأزهار بواسطة النحل طويل اللسان المنفرد (مثل Anthophora و النحلة الطنانة) الذي يبحث عن كل من حبوب اللقاح والرحيق. يسمح التاج الكبير للنحل بالزحف إلى داخل الكأس، لكن الأنبوب الضيق يمنعه من التقدم أكثر، مما يدفعه إلى البحث بعمق عن الرحيق. تمنع الأزهار المتدلية التلقيح بواسطة الفراشات حرشفية الأجنحة. في N. albimarginatus، قد يوجد ميسم طويل مع أسدية قصيرة ومتوسطة الطول أو ميسم قصير مع أسدية طويلة (ازدواج الشكل). في النرجس ثلاثي الأسدية، توجد ثلاثة أنماط للأعضاء الجنسية (ثلاثية الأشكال) جميعها تحتوي على أسدية علوية طويلة لكنها تختلف في موقع الميسم وطول الأسدية السفلية.

بشكل عام، يُعزز التشاكس عبر نظام عدم التوافق الذاتي المتأخر (على مستوى المبيض)، ولكن بعض الأنواع مثل N. dubius والنرجس طويل العنق تتمتع بقدرة ذاتية على التلقيح، مما يؤدي إلى إنتاج مزيج من البذور الناتجة عن التلقيح الذاتي والخلطي.

### الآفات والأمراض
تعد أمراض النرجس مصدر قلق بسبب العواقب الاقتصادية للخسائر في الزراعة التجارية. تشمل الآفات الفيروسات والبكتيريا والفطريات بالإضافة إلى المفصليات والرخويات. للتحكم في الآفات، راجع الاستخدامات التجارية.
الفيروسات
يمكن للمن حشرات مثل Macrosiphum euphorbiae نقل الأمراض الفيروسية التي تؤثر على لون وشكل الأوراق، كما يمكن أن تفعل الديدان الخيطية. وُصف ما يصل إلى خمسة وعشرين فيروسًا يمكنها إصابة النرجس. وتشمل هذه الفيروسات فيروس النرجس الشائع الكامن (NCLV، فيروس مظهر النرجس المرتبط بالتبقع)، فيروس النرجس الكامن (NLV، فيروس النرجس المعتدل التبقع) الذي يسبب التبقع الأخضر بالقرب من أطراف الأوراق، فيروس تدهور النرجس (NDV)، فيروس النرجس الأصفر في الموسم المتأخر (NLSYV) الذي يحدث بعد الإزهار ويترك خطوطًا على الأوراق والسيقان، فيروس النرجس الموزاييك، فيروس النرجس ذو الخطوط الصفراء (NYSV، فيروس النرجس ذو الخطوط الصفراء)، فيروس النرجس النخر في الأطراف (NTNV) الذي ينتج نخرًا في أطراف الأوراق بعد الإزهار، وفيروس النرجس ذو الخطوط البيضاء (NWSV).
تشمل الفيروسات الأقل تخصصًا في المضيف فيروس Raspberry ringspot virus، فيروس Nerine latent virus (NeLV) = Narcissus symptomless virus، فيروس Arabis mosaic virus (ArMV)، فيروسات Broad Bean Wilt Viruses (BBWV)، فيروس تبرقش الخيار (CMV)، فيروس Tomato black ring virus (TBRV)، فيروس Tomato ringspot virus (TomRSV)، وفيروس Tobacco rattle virus (TRV).
من بين هذه الفيروسات، تعد NDV و NYSV و NWSV الأكثر خطورة وانتشارًا. يرتبط NDV بتخطيط الأوراق الشبه أصفر في N. tazetta. ينتج عن الإصابة بـ NYSV خطوط خفيفة أو خضراء رمادية أو صفراء أو تبقعات في الثلثين العلويين من الورقة، التي قد تكون خشنة أو ملتوية. قد تكون الأزهار أصغر من المعتاد وقد تظهر أيضًا مخططة أو مبقعة. يُنتج NWSV خطوطًا خضراء بنفسجية على الأوراق والساق تتحول إلى الأبيض أو الأصفر، مما يؤدي إلى تقدم الشيخوخة المبكرة وتقليل حجم البصلة والعائد. هذه الفيروسات هي أمراض بشكل أساسي في دور الحضانة التجارية. يمكن أن يتسبب تثبيط النمو الناتج عن الإصابة الفيروسية في أضرار اقتصادية كبيرة.
البكتيريا
الأمراض البكتيرية غير شائعة في النرجس ولكنها تشمل الزائفة (الخطوط البكتيرية) وPectobacterium carotovorum sp. carotovorum (التعفن البكتيري الطري).
الفطريات
الفطر الأكثر إشكالية للنباتات غير التجارية هو Fusarium oxysporum f. sp. narcissi، الذي يسبب التعفن القاعدي (تعفن الأبصال واصفرار الأوراق). يُعتبر هذا المرض الأكثر خطورة على النرجس. ولأن الفطر يمكنه البقاء في التربة لسنوات عديدة، فمن الضروري إزالة النباتات المصابة على الفور وتجنب زراعة النرجس في هذا الموقع لمدة خمس سنوات أخرى. لا تتساوى جميع الأنواع والأصناف في حساسيتها للإصابة؛ وتشمل الأشكال المقاومة نسبيًا النرجس ثلاثي الأسدية والنرجس الشائع وN. jonquilla.
فطر آخر يهاجم الأبصال، مُسببًا "التوهج النرجسي"، هو Botrytis narcissicola (المعروف أيضًا بـSclerotinia narcissicola) وأنواع أخرى من الطلسة، بما في ذلك العفن الرمادي، خاصة إذا خُزنت الأبصال بشكل غير مناسب. تُستخدم كبريتات النحاس لمكافحة المرض، وتُحرق الأبصال المصابة. قد يتسبب العفن الأزرق في الأبصال نتيجة إصابتها بأنواع من بنيسيليوم، إذا تعرضت للتلف إما عن طريق إصابة ميكانيكية أو تفشي العث (انظر أدناه). تسبب أنواع الرازبة (مثل الرازبة الرئدية وRhizopus nigricans) تعفن الأبصال الطري، وSclerotinia bulborum يسبب مرض "الوحل الأسود". يؤدي الجمع بين Peyronellaea curtisii (المعروفة أيضًا بـStagonosporopsis curtisii) وBotrytis narcissicola إلى تعفن الرقبة في الأبصال.
تشمل الفطريات التي تؤثر على الجذور Nectria radicicola (المعروفة أيضًا بـCylindrocarpon destructans)، وهي سبب لتعفن الجذور، وRosellinia necatrix التي تسبب التعفن الجذري الأبيض، بينما تؤثر أخرى على الجذر والبصلة مثل الرشاشية السوداء، وأنواع من Trichoderma، بما في ذلك T. viride وT. harzianum (المعروف أيضًا بـT. narcissi) التي تسبب العفن الأخضر.
تؤثر فطريات أخرى على بقية أجزاء النبات مثل نوع من الطلسة، هو Botrytis polyblastis (المعروف أيضًا بـSclerotinia polyblastis) يسبب بقعًا بنية على براعم الزهور والسيقان (حريق النرجس)، خاصة في الطقس الرطب، ويُشكّل تهديدًا لصناعة الأزهار المقطوفة. يُعد Ramularia vallisumbrosae فطرًا يسبب بقع الأوراق ويُوجد في المناخات الدافئة، مُسببًا مرض "العفن الأبيض للنرجس". Peyronellaea curtisii، الذي يسبب احتراق أوراق النرجس، يؤثر أيضًا على الأوراق، وكذلك الشكل المتناظر له Phoma narcissi (اللفحة الطرفية للأوراق). يُسبب Aecidium narcissi آفات صدئية على الأوراق والسيقان.
الحيوانات
تشمل المفصليات التي تعتبر آفات للنرجس الحشرات مثل ثلاث أنواع من الذباب التي تهاجم النباتات عن طريق يرقاتها، وهي سرفيد النرجس ونوعان من السرفات، وهما الذبابة البصلة الأصغر Eumerus tuberculatus وسرفيد البصل. يضع الذباب بيضه في نهاية شهر يونيو في الأرض حول النرجس، حيث يمكن أن تضع الأنثى الواحدة ما يصل إلى خمسين بيضة. ثم تحفر اليرقات الناتجة عبر التربة نحو الأبصال وتستهلك محتوياتها الداخلية. بعدها، تبقى اليرقات في قشرة البصلة الفارغة خلال فصل الشتاء، وتخرج في أبريل لتتحول إلى عذارى في التربة، حيث يخرج الذباب البالغ في مايو. تهاجم يرقات بعض الفراشات مثل Korscheltellus lupulina (عثث شبحية) أبصال النرجس.
تشمل المفصليات الأخرى السوسة مثل Steneotarsonemus laticeps (عث قشور البصلة) وRhizoglyphus وHistiostoma التي تصيب بشكل رئيسي الأبصال المخزنة وتتزايد بشكل خاص في درجات الحرارة المرتفعة، لكنها لا تهاجم الأبصال المزروعة.
الأبصال المزروعة عرضة للديدان الأسطوانية، ونوعها الأكثر خطورة هو Ditylenchus dipsaci (ديدان النرجس) التي تسبب مرض الصفيحة القاعدية حيث تصبح الأوراق صفراء ومشوهة. يجب تدمير الأبصال المصابة، وعند حدوث الإصابة الشديدة يجب تجنب زراعة النرجس في نفس المكان لمدة خمس سنوات أخرى. تشمل الديدان الأسطوانية الأخرى Aphelenchoides subtenuis التي تخترق الجذور وتسبب مرض الصفيحة القاعدية وPratylenchus penetrans (ديدان الآفات) التي تعد السبب الرئيسي لتعفن الجذور في النرجس. يمكن أيضًا للديدان الأسطوانية الأخرى مثل الديدان الإبرية Longidorus spp. والنيماتودا خنجرية، وديدان الجذور القصيرة Paratrichodorus spp. وTrichodorus spp. أن تعمل كعوامل ناقلة للأمراض الفيروسية مثل TBRV وTomRSV، بالإضافة إلى التسبب في تقزم الجذور.
كما تتسبب بطنيات القدم مثل الحلزونات والبزاقات في تلف النمو.

## الحماية
انقرض العديد من أصغر الأنواع، مما يستدعي اليقظة في الحفاظ على الأنواع البرية. إن النرجس مهدد بشكل متزايد بسبب الجمع المفرط وتهديدات مواطنه الطبيعية نتيجة للتنمية الحضرية والسياحة. أُعتبر N. cyclamineus إما منقرضًا أو نادرًا للغاية، لكن لا يُعتبر حاليًا مهددًا بالانقراض، وهو محمي. تصف القائمة الحمراء للاتحاد الدولي لحفظ الطبيعة خمسة أنواع بأنها "مهددة بالانقراض" (النرجس الكرزي,و Narcissus bujei, والنرجس طويل العنق, والنرجس النيفادي, وNarcissus radinganorum). في عام 1999، أُعتبرت ثلاثة أنواع مهددة بالانقراض، وخمسة أنواع معرضة للخطر، وستة أنواع نادرة.
استجابة لذلك، مُنح العديد من الأنواع حالة الأنواع المحمية وأُسست مناطق محمية (مروج) مثل مروج النرجس في نغراشي في رومانيا، أو مروج النرجس في كيمبلي في المملكة المتحدة. وغالبًا ما تستضيف هذه المناطق مهرجانات النرجس في الربيع.

## الزراعة

### التاريخ

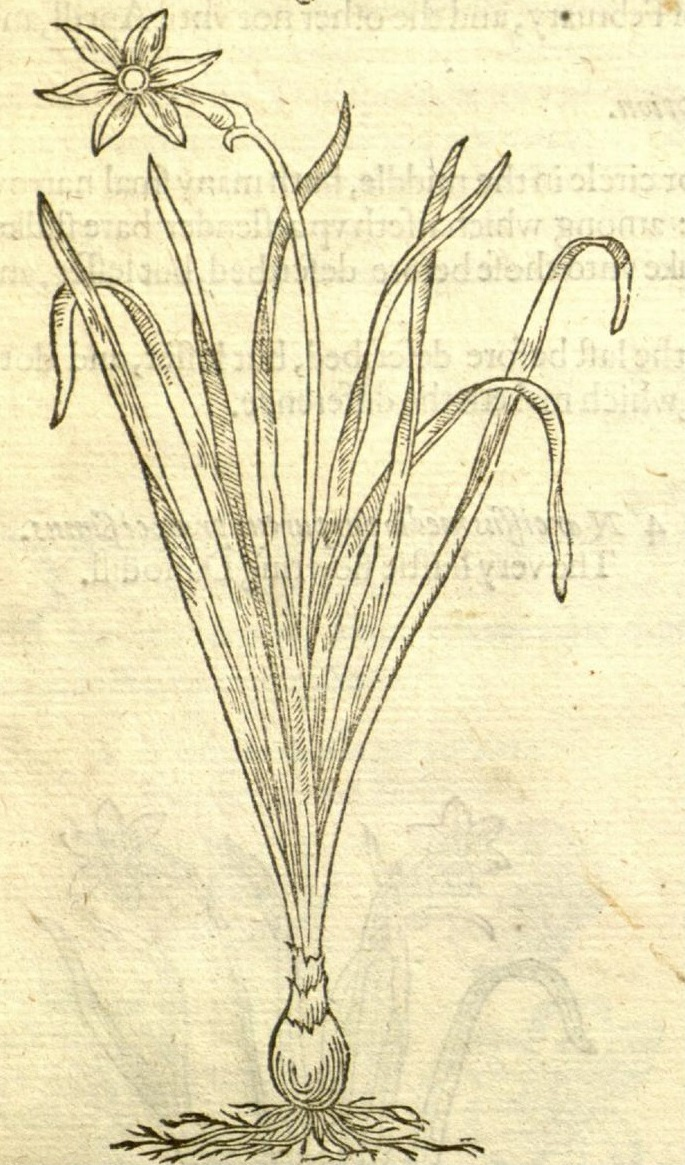
نرجس متأخر، جون جيرارد، العشبية The Herball) 1597)
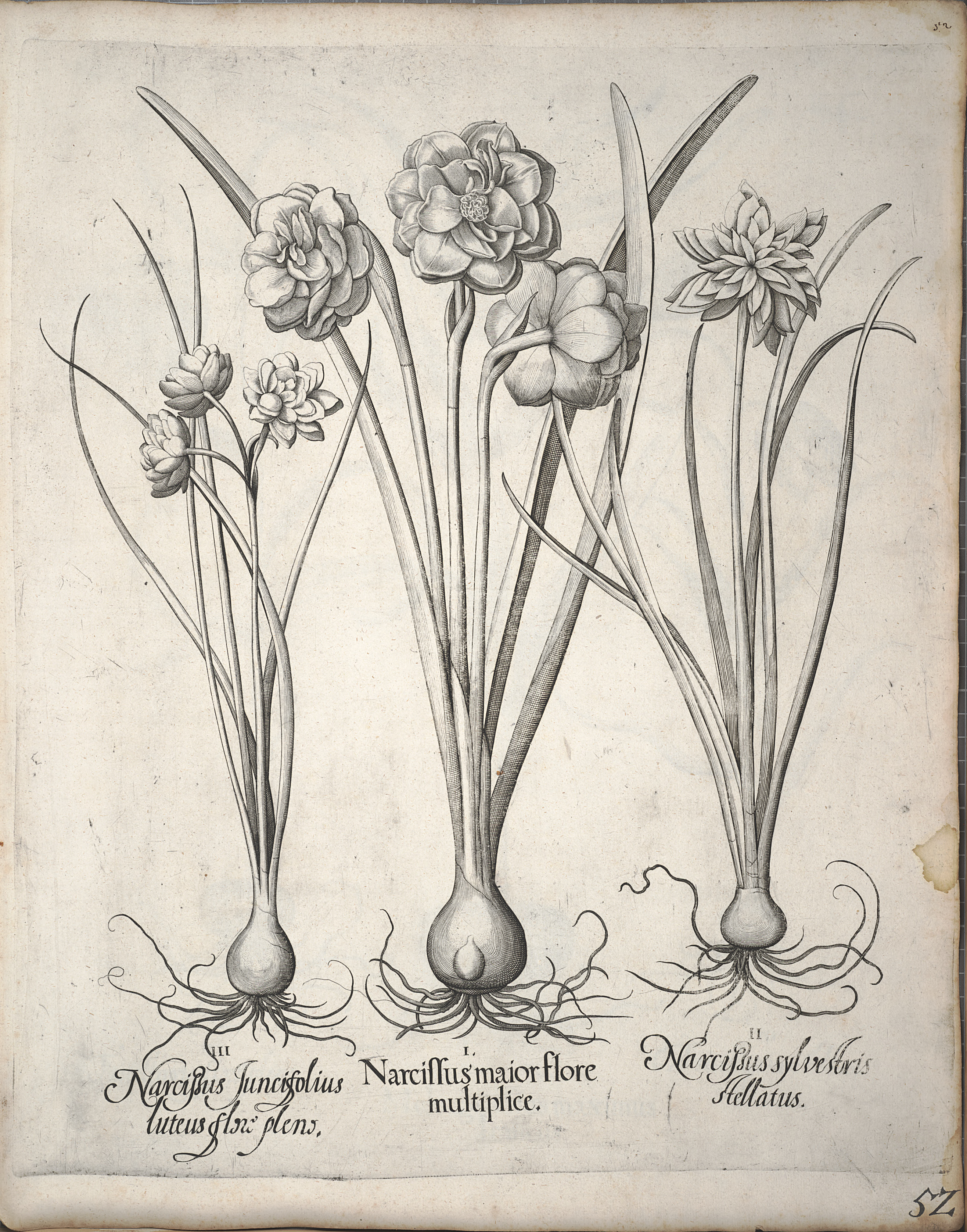
Narcissi, هورتوس إيستينيس(Hortus Eystettensis) 1613
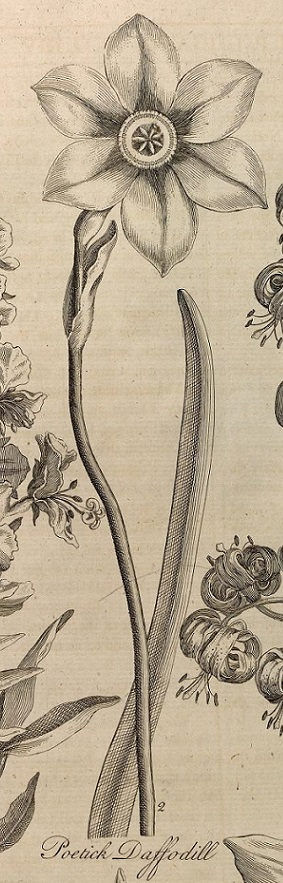
نرجس شاعري، توماس هيل، عدن: أو مجموعة كاملة من البستنة 1757
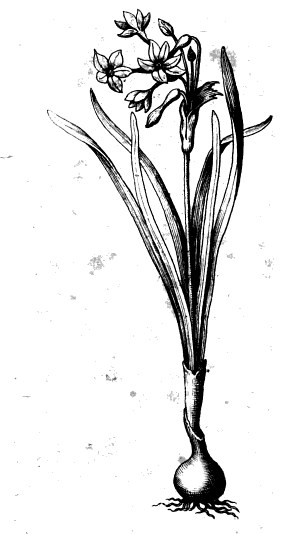
Narcissus, بيتر لورمبرج 1632

من بين جميع النباتات المزهرة، تعد النباتات البصلية الأكثر شهرة في الزراعة. ومن بينها، يعتبر النرجس أحد أهم نباتات الأبصال المزهرة في فصل الربيع على مستوى العالم. ينتمي النرجس إلى أوروبا، وكانت مجموعاته البرية معروفة منذ العصور القديمة. زُرع النرجس منذ القرن السادس عشر على الأقل في هولندا، حيث أُستوردت أعداد كبيرة من الأبصال من البراري، خصوصًا نوع Narcissus hispanicus، الذي أوشك على الانقراض في موطنه الأصلي في فرنسا وإسبانيا، رغم أنه لا يزال موجودًا في الجزء الجنوبي من إسبانيا. في ذلك الوقت، كانت الإنتاجية الواسعة النطاق تقتصر على النرجس المزدوج "Van Sion" وأنواع النرجس الشائع التياُستوردت في عام 1557.
في أوائل القرن السابع عشر، ساهم باركنسون في تعزيز شعبية النرجس كنبات مزروع من خلال وصفه لمائة نوع مختلف في كتابه Paradisus Terrestris (1629)، وأدخل النرجس الإسباني الأصفر الكبير المزدوج (Pseudonarcissus aureus Hispanicus flore pleno أو نرجس باركنسون) إلى إنجلترا.
بالرغم من أن النرجس لم يحقق شهرة التوليب، إلا أنه كان محل احتفاء واسع في الفنون والأدب (انظر § الفن أدناه). كان الطلب الأكبر على بصيلات النرجس للنرجس الأبوقي الكبير، النرجس الشاعري وN. bulbocodium، وأصبحت إسطنبول مركزاً مهماً لشحن البصيلات إلى أوروبا الغربية. بحلول فترة الباروك المبكرة، كان كل من التوليب والنرجس مكوناً أساسياً في حدائق الربيع. بحلول عام 1739، أدرج كتالوج لمشتل هولندي 50 نوعاً مختلفاً. في عام 1757، قدم هيل سرداً لتاريخ وزراعة النرجس في نسخته المحررة لأعمال توماس هيل، حيث كتب: "لا تقدم الحديقة، في نوعها، نباتاً أجمل من هذا؛ ولا نعرف نباتاً ذُكر مبكراً وبشكل مشرف من قبل جميع أنواع الكتاب" (انظر التوضيح). زاد الاهتمام أكثر عندما أصبحت الأصناف التي يمكن زراعتها داخلياً متاحة، وخاصة الأصناف ذات الأزهار المتعددة (ذات رؤوس الزهور المتعددة) النرجس الشائع (النرجس متعدد الزهور). ولكن، تفاوت الاهتمام من بلد إلى آخر. لم يدرج مادوك (1792) النرجس ضمن قائمة النباتات المزهرة المزروعة الأكثر أهمية في إنجلترا، في حين أشار فان كامبن (1760) في هولندا إلى أن النرجس الشائع (نرجس الباقة) يحتل المرتبة الخامسة – "Le Narcisse à bouquet est la premiere fleur, après les Jacinthes, les Tulipes les Renoncules, et les Anemones, (dont nous avons déja parlé,) qui merite nôtre attention". وبالمثل، يشير فيليب ميلر في قاموس البستانيين الخاص به (1731-1768) إلى زراعته في هولندا وفلاندرز وفرنسا، وليس في إنجلترا، لأنه كان صعباً للغاية، وهو ملاحظة مماثلة لما ذكره السير جيمس جاستيس في ذلك الوقت. ولكن، بالنسبة لمعظم أنواع النرجس، كان القول المأثور لورمبرغ "Magna cura non indigent Narcissi" يُستشهد به كثيراً.
أصبح النرجس محصولاً زراعياً مهماً في أوروبا الغربية في الجزء الأخير من القرن التاسع عشر، بدءاً من إنجلترا بين عامي 1835 و1855 ونهاية القرن في هولندا. بحلول بداية القرن العشرين، كان يُصدر 50 مليون بصيلة من النرجس الشائع "Paperwhite" سنوياً من هولندا إلى الولايات المتحدة. مع إنتاج الأنواع الثلاثية مثل "Golden Spur"، في أواخر القرن التاسع عشر، وفي بداية القرن العشرين، الأنواع الرباعية مثل "King Alfred" (1899)، كان هذا القطاع قد ترسخ، مع سيطرة النرجس الأبوقي على السوق. لعبت الجمعية الملكية للبستنة دوراً مهماً في تعزيز النرجس، حيث عقدت أول مؤتمر للنرجس في عام 1884، في حين أُسست جمعية النرجس، وهي أول منظمة مكرسة لزراعة النرجس، في برمنغهام عام 1898. وتبعت دول أخرى ذلك، حيث تأسست الجمعية الأمريكية للنرجس في عام 1954 والتي تنشر دورياً مجلة "The Daffodil Journal" ربع السنوية، وهي إحدى المنشورات التجارية الرائدة.
النرجس الآن شائع كنباتات زينة للحدائق والمتنزهات وكأزهار مقطوفة، حيث يوفر ألواناً من نهاية الشتاء إلى بداية الصيف في المناطق المعتدلة. يُعد من أكثر أزهار الربيع شعبية وأحد أهم محاصيل الزهور المزهرة الربيعية الزخرفية، حيث يُنتَج لبصيلاته وأزهاره المقطوفة، على الرغم من أن زراعة الأماكن الخاصة والعامة تفوق مساحة الإنتاج التجاري. نتج عن أكثر من قرن من التهجين آلاف الأنواع والأصناف التي يمكن الحصول عليها من الموردين العامين والمتخصصين. تُباع عادة كبصيلات جافة تُزرع في أواخر الصيف والخريف. يُعد النرجس من النباتات الزخرفية ذات الأهمية الاقتصادية الكبيرة. قام مربو النباتات بتطوير بعض أنواع النرجس بأزهار مزدوجة أو ثلاثية أو ذات صفوف وطبقات متعددة بشكل غير واضح. ركز العديد من برامج التهجين على الكورونا (البوق أو الكأس) من حيث الطول والشكل واللون، وكذلك التويج المحيط بها، أو حتى كما في الأنواع المشتقة من النرجس الشاعري بشكل مبسط جداً.

### في الحدائق
بينما يحتاج بعض أنواع النرجس البرية إلى متطلبات بيئية محددة، فإن معظم أنواع الحدائق تتسم بتسامحها النسبي مع ظروف التربة، ومع ذلك، قد تستفيد التربة الرطبة جداً والطينية من إضافة الرمل لتحسين التصريف. التربة المثلى هي ذات درجة حموضة محايدة إلى حمضية قليلاً تتراوح بين 6.5–7.0.
تُعرض البصيلات للبيع إما كـ"مستديرة" أو "ذات أنف مزدوج". البصيلات المستديرة تكون دائرية الشكل وتنتج ساق زهرة واحدة، بينما تحتوي بصيلات الأنف المزدوج على أكثر من ساق زهرة واحدة متصلة عند القاعدة وتنتج ساقين أو أكثر، ولكن البصيلات ذات الساقين فأكثر غير شائعة. تنتج بصيلات النرجس المزروعة بصيلات بناتية في إبط حراشف البصيلة، مما يؤدي إلى موت الحراشف الخارجية. لمنع تكوُّن المزيد من البصيلات الصغيرة، يمكن حفر البصيلات كل 5–7 سنوات، وفصل البصيلات البناتية وزراعتها منفصلة، بشرط الاحتفاظ بقطعة من القاعدة، حيث تتكون الجذور. لكي تزهر أزهار النرجس في نهاية الشتاء أو بداية الربيع، تُزرع البصيلات في الخريف (سبتمبر–نوفمبر). ينمو هذا النبات جيداً في التربة العادية ولكنه يزدهر بشكل أفضل في التربة الغنية. يفضل النرجس أشعة الشمس ولكنه يتحمل الظل الجزئي أيضاً.[بحاجة لمصدر]
يُناسب النرجس الزراعة تحت الأشجار الصغيرة حيث يمكن جمعه في مجموعات من 6–12 بصيلة. ينمو أيضاً جيداً في الحدود الدائمة، خاصةً بالاشتراك مع زنابق النهار التي تبدأ بتكوين أوراقها عند تلاشي أزهار النرجس. تُظهر العديد من الأنواع البرية والهجينة مثل "Dutch Master" و"Golden Harvest" و"Carlton" و"Kings Court" و"Yellow Sun" تكيفاً طبيعياً جيداً في المروج، ولكن من المهم عدم قص العشب حتى تبدأ الأوراق بالتلاشي، لأنها ضرورية لتغذية البصيلة للموسم المزهري التالي. يُضفي كل من Blue Scilla وMuscari، اللذان يتكيفان طبيعياً أيضاً في المروج ويزهران في نفس وقت النرجس، تبايناً جذاباً مع الأزهار الصفراء للنرجس. وعلى عكس التوليب، فإن بصيلات النرجس ليست جذابة للقوارض وتُزرع أحياناً قرب جذور الأشجار في البساتين لحمايتها.

### الإكثار
الطريقة الأكثر شيوعاً للتكاثر التجاري هي إنقسام البصيلات، حيث تُقطع البصيلات إلى قطع صغيرة مع إبقاء قشرتين متصلتين بجزء صغير من قاعدة البصيلة. تُعقم الأجزاء وتُوضع في وسط غذائي. يمكن إنتاج حوالي 25–35 نباتاً جديداً من بصيلة واحدة بعد أربع سنوات. لا يُستخدم الإكثار الدقيق في الإنتاج التجاري، بل يُستخدم لإنشاء مخزون تجاري.

### التهجين
للاستخدام التجاري، تُفضَّل الأنواع ذات طول ساق لا يقل عن 30 سنتيمتراً، مما يجعلها مثالية كزهور مقطوفة للزينة. يطلب بائعو الزهور أزهاراً لا تتفتح إلا عند وصولها إلى منافذ البيع بالتجزئة. أما بالنسبة لنباتات الحدائق، فإن الأهداف تتضمن توسيع لوحة الألوان باستمرار وإنتاج أنواع مقاومة، مع وجود طلب خاص على الأنواع المصغرة. تُنتج الأصناف المهجنة نباتات أكبر وأكثر قوة مقارنة بالأنواع البرية. تشمل الأنواع الرئيسية المستخدمة في التهجين:
- N. bulbocodium
- N. cyclamineus
- N. jonquilla،
- نرجس شاعري
- نرجس كاذب
- نرجس متأخر
- نرجس شائع[187]

أسهم النرجس الكاذب في إنتاج أصناف البوق ذات القشور الملونة والتويج، بينما أُستخدم النرجس الكاذب ثنائي اللون (نوعه الفرعي) لإنتاج أصناف ذات قشور بيضاء. لإنتاج أنواع ذات كؤوس كبيرة، هُجن النرجس الكاذب مع النرجس الشاعري، ولإنتاج أنواع ذات كؤوس صغيرة أُعيد التهجين مع النرجس الشاعري. أما الأنواع متعددة الرؤوس، التي تُسمى غالباً "Poetaz"، فهي بشكل رئيسي هجائن بين النرجس الشاعري والنرجس الشائع.

### التصنيف

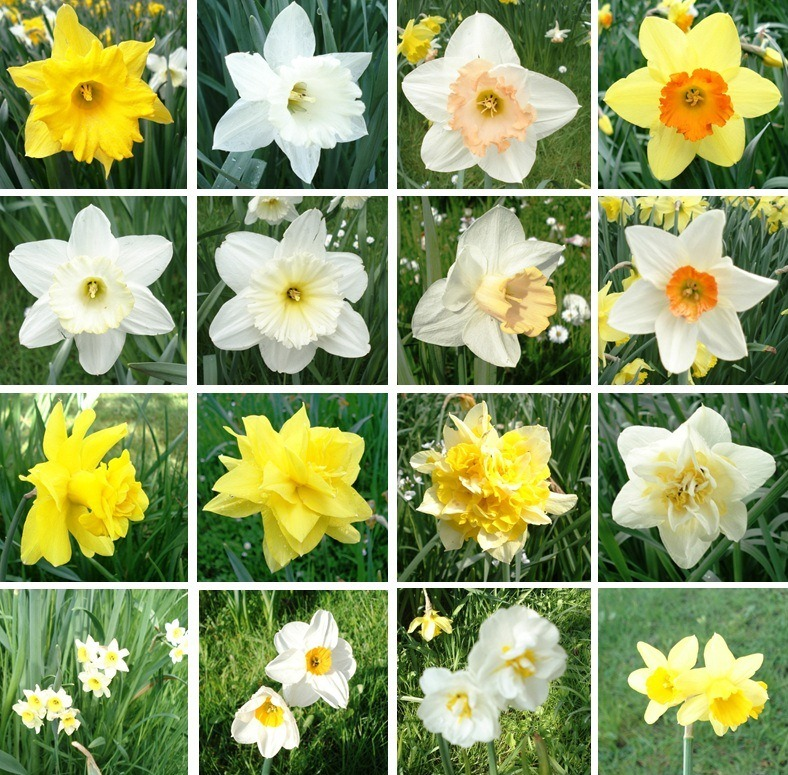
مجموعة من مستنبتات النرجس

تُقسَّم جميع أصناف النرجس إلى 13 فئة لأغراض البستنة كما وصفها كينغتون (1998)، لصالح الجمعية الملكية للبستنة (RHS). اعتمد وصفه على شكل الزهرة (الشكل وطول التاج) بشكل جزئي، وعدد الأزهار لكل ساق، وفترة الإزهار، وجزئياً على الأساس الوراثي. الفئة 13، التي تشمل النرجس البري، تُعتبر استثناءً لهذا النظام. يُعد هذا التصنيف أداة مفيدة للتخطيط للزراعة. معظم أنواع النرجس المتوفرة تجارياً تنتمي إلى الفئات 1 (البوق)، 2 (كبيرة الكأس)، و8 (الشائع).
يقوم المزارعون بتسجيل أصناف النرجس الجديدة بأسمائها وألوانها لدى الجمعية الملكية للبستنة، التي تُعتبر الهيئة الدولية لتسجيل هذا الجنس. يُحدَّث سجل النرجس الدولي بانتظام، وتُوفَّر ملاحق له على الإنترنت ويمكن البحث فيه. أحدث ملحق (2014) هو السادس (السابق نُشر في 2012). سُجل أكثر من 27,000 اسم حتى عام 2008، ولا يزال العدد في تزايد. تُمنح النرجسات المسجلة رقماً خاصاً بالفئة ورمزاً لونياً مثل 5 W-W ("Thalia"). وفي الاستخدام البستاني، يوجد أحياناً تقسيم غير رسمي للفئة 14: المصغرات، رغم أنها مأخوذة من الفئات الـ 13 الأخرى، إلا أن قاسمها المشترك هو حجمها الصغير. أكثر من 140 نوعاً حصلت على جائزة الجمعية الملكية للبستنة للاستحقاق البستاني.

### رمز اللون

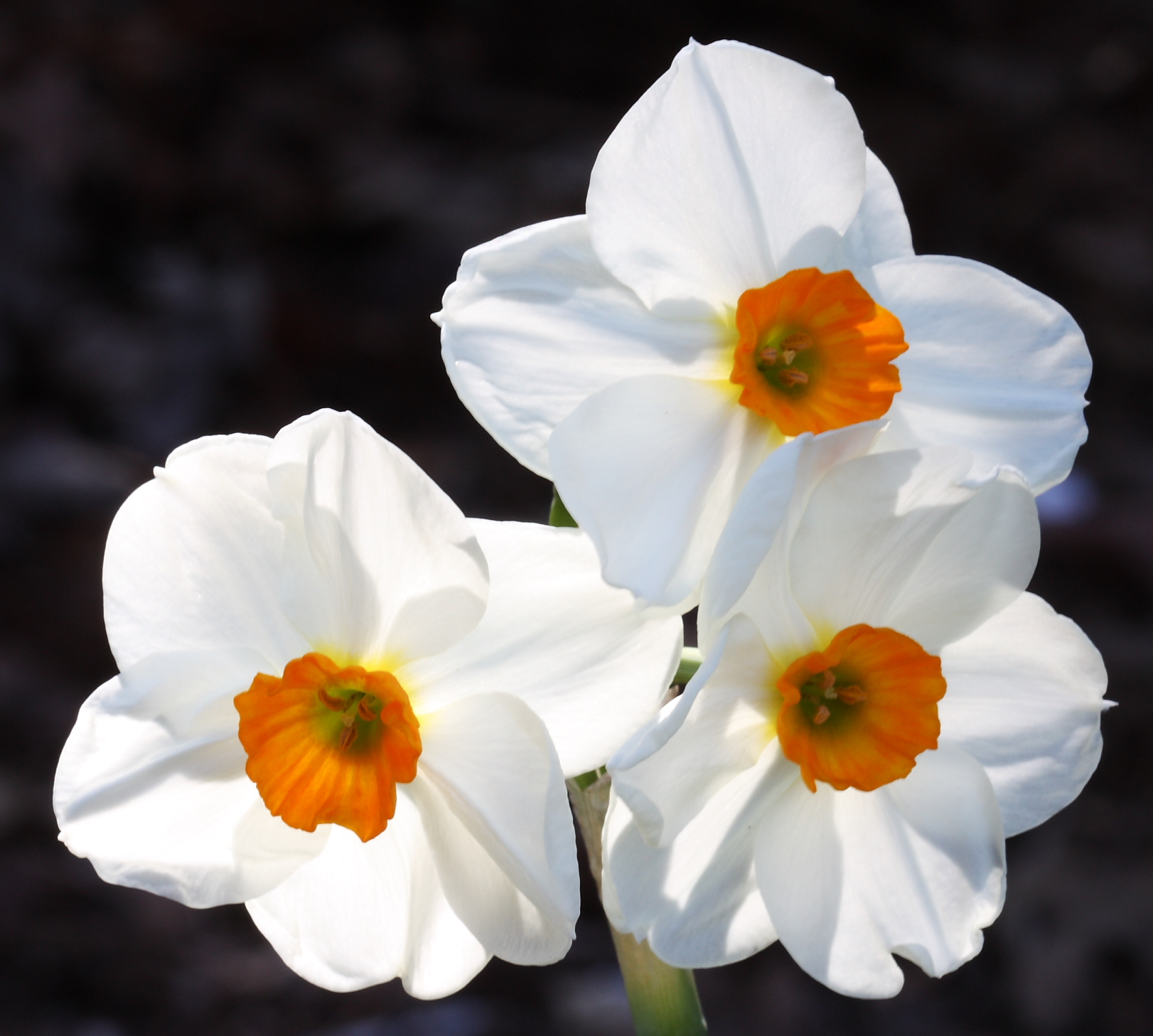
نرجس Geranium" 8 W-O"

أدخلت برامج تهجين النرجس مجموعة واسعة من الألوان في كل من قشرة الزهرة الخارجية (البتلات المحيطة) والتاج الداخلي. في السجل، يُرمز للنرجسات بألوان هذين الجزأين. على سبيل المثال، نرجس "Geranium"، من النوع الشائع (الفئة 8)، كما هو موضح هنا، ببتلات خارجية بيضاء وتاج برتقالي، يُصنَّف كـ 8 W-O.

## السمية

### الصيدلة
تحتوي جميع أنواع النرجس على مركب الليكورين السام، وهو نوع من القلويدات الموجودة بشكل أساسي في البصلة وأيضاً في الأوراق. تتميز النباتات التابعة للفصيلة الفرعية النرجساوية من ذوات الفلقة الواحدة بنوع فريد من القلويدات يُعرف باسم قلويدات norbelladine، وهي مشتقات من مركب 4-methylcatechol مرتبطة بالتيروسين. تُعزى السمية في عدد من الأنواع إلى هذه المركبات، حيث عُثر على أكثر من 200 تركيبة كيميائية مختلفة لهذه القلويدات، حُدد من بينها 79 تركيبة أو أكثر في جنس النرجس وحده.
عٌرفت التأثيرات السامة لاستهلاك منتجات النرجس منذ فترة طويلة على البشر والحيوانات (مثل الماشية، والماعز، والخنازير، والقطط)، وقد استُخدمت هذه النباتات في محاولات انتحار. يؤدي تناول النرجس الكاذب أو N. jonquilla إلى سيلان اللعاب، وآلام حادة في البطن، والغثيان، والتقيؤ، والإسهال، يعقبها أعراض عصبية وقلبية مثل الرعاش، والاختلاج، والشلل. وفي حال تناول كميات كبيرة، قد تؤدي السمية إلى الوفاة.
تختلف سمية نبات النرجس حسب النوع؛ فمثلاً، يعتبر النرجس الشاعري أكثر سمية من النرجس الكاذب. كما يختلف توزيع السموم داخل أجزاء النبات. ففي النرجس الرقيق، تحتوي الساق على تركيز من القلويدات أعلى بخمس مرات من البصلة، مما يجعلها خطرة على الحيوانات العاشبة التي تستهلك الساق أكثر من البصلة، وهو جزء من آليات الدفاع الخاصة بالنبات. قد يعكس توزيع القلويدات داخل الأنسجة أيضاً دفاعاً ضد الطفيليات. يمكن أن تكون بصيلات النرجس سامة للنباتات المجاورة، بما في ذلك الورود، والأرز، والملفوف، حيث تعيق نموها. على سبيل المثال، وضع أزهار النرجس المقطوفة في إناء بجانب أزهار أخرى يقلل من عمر الأخيرة.

### التسمم
وقعت العديد من حالات التسمم أو الوفاة نتيجة تناول بصيلات النرجس عن طريق الخطأ، حيث يُعتقد أحياناً أنها كراث أو بصل وتُطهى وتُؤكل. غالباً ما يتعافى المصاب خلال ساعات قليلة دون تدخل طبي خاص. في الحالات الأكثر خطورة التي تشمل تناول كميات كبيرة من البصيلات، قد يتطلب الأمر استخدام الفحم النشط، الأملاح، أو الملينات، وفي حالة الأعراض الشديدة قد يُستخدم الأتروبين الوريدي، أو المقيئات، أو غسل المعدة. ومع ذلك، فإن تناول كميات كبيرة عن طريق الخطأ نادر بسبب الطعم القوي وغير المقبول للنبات. عند مقارنة النرجس بنباتات أخرى غير مستهلكة عادةً من قبل الحيوانات، كان النرجس أكبر منفر، وخاصة النرجس الكاذب. نتيجة لذلك، استُخدمت قلويدات النرجس كمواد طاردة، وقد تساهم أيضاً في منع نمو الفطريات والعفن والبكتيريا.
في الأول من مايو 2009، أصيب عدد من تلاميذ مدرسة Gorseland Primary School في Martlesham Heath، في سوفولك، بإنجلترا، بمرض بعد إضافة بصيلة نرجس إلى حساء خلال حصة طبخ.

### التأثيرات الموضعية
من أبرز التهابات الجلد التي يعاني منها قاطفو الأزهار، وعمال التعبئة، وبائعو الزهور، والبستانيون هي "حكة النرجس"، والتي تشمل جفاف الجلد، وتشققه، وتقشره، واحمراره، وغالباً ما تكون مصحوبة بفرط التقرن تحت الأظافر (سماكة الجلد تحت الأظافر). تُعزى هذه الحالة إلى التعرض لأكسالات الكالسيوم، أو حمض الشليدونيك، أو القلويدات مثل الليكورين الموجودة في عصارة النبات، إما نتيجة تأثير مهيج مباشر أو كرد فعل تحسسي.
من المعروف منذ فترة طويلة أن بعض الأصناف تُسبب التهاب الجلد بسهولة أكثر من غيرها. وتشمل الأنواع الأكثر ارتباطاً بهذه المشكلة النرجس الكاذب وبعض المستنبتات مثل "Actaea"، "Camparelle"، "Gloriosa"، "Grande Monarque"، "Ornatus"، "Princeps"، و"Scilly White".
إذا لامست مستخلصات البصيلات الجروح، فقد تُسبب أعراضاً في الجهاز العصبي المركزي أو القلب. كما أن رائحة بعض الأنواع، مثل N. bulbocodium، قد تُسبب تفاعلات سامة تشمل الصداع والتقيؤ.

## الاستخدامات

### الطب التقليدي
بالرغم من السمية القاتلة المحتملة لقلويدات النرجس، فقد استُخدمت لقرون في الطب التقليدي لعلاج مجموعة متنوعة من الأمراض، بما في ذلك السرطان. في العالم اليوناني الكلاسيكي، أوصى أبقراط (حوالي 460–370 ق.م) باستخدام تحاميل مصنوعة من زيت النرجس لعلاج أورام الرحم، وهي ممارسة استمرت مع بيدانيوس ديسقوريدوس (حوالي 40–90 م) وسورانوس من أفسس (98–138 م) في القرنين الأول والثاني الميلاديين. في حين أوصى بليني الأكبر (23–79 م) باستخدامه موضعياً. تحتوي بصيلات النرجس الشاعري على مادة نارسيكلاسين (narciclasine)، وهي عامل مضاد للأورام. وُجد هذا الاستخدام أيضاً في الطب العربي، وشمال إفريقيا، وأمريكا الوسطى، والصين خلال العصور الوسطى. في الصين، استُخدم صنف النرجس الشائع الصيني كنبات زينة، لكن بصيلاته كانت تُستخدم موضعياً لعلاج الأورام في الطب الشعبي التقليدي، حيث تحتوي هذه البصيلات على مادة بريتازيتين (pretazettine)، وهي مركب نشط مضاد للأورام.
استخدم الطبيب الروماني أولوس كورنيليوس سيلسوس جذور النرجس كأحد الأعشاب الطبية في كتابه De Medicina، حيث وصفها بأنها ملينة، ومذيبة، و"قادرة على تبديد ما تجمع في أي جزء من الجسم". في تركيا، استُخدمت بصيلات النرجس الشائع كعلاج للخُرّاج، اعتقاداً بأنها مضادة للالتهابات ومسكنة للألم. تشمل استخدامات أخرى تطبيقات موضعية للجروح، والإجهاد العضلي، وآلام المفاصل، وغيرها من الأمراض المحلية، كمرهم يُعرف باسم "Narcissimum". كما استُخدمت الزهور المطحونة طبياً كمقيء، ومزيل للاحتقان، ولتخفيف الزحار، في صورة شراب أو منقوع. في فرنسا، استُخدمت الزهور كمضاد للتشنجات، بينما استُخدم زيت النرجس في الطب العربي لعلاج الصلع وكمنشط جنسي. في القرن الثامن عشر، أوصى العشّاب الأيرلندي جون كيوغ بسحق الجذور وخلطها بالعسل لاستخدامها على الحروق، والكدمات، والمفاصل المخلوعة، والنمش، ولإزالة الأشواك والشظايا. كما استُخدمت بصيلات النرجس الشائع كوسيلة لمنع الحمل، بينما وُصفت الزهور لعلاج الهستيريا والصرع. في الطب الياباني التقليدي "كامبو"، أُستُخدم معجون من جذور النرجس ودقيق القمح لعلاج الجروح، لكن النبات لا يظهر في قائمة أعشاب الكامبو الحديثة.

### الخصائص البيولوجية
أظهرت مستخلصات النرجس عددًا من الخصائص البيولوجية المحتملة المفيدة، بما في ذلك النشاط المضاد للفيروسات، تحفيز طليعة العاثية، النشاط المضاد للبكتيريا، النشاط المضاد للفطريات، النشاط المضاد للملاريا، إبادة الحشرات، السمية الخلوية، النشاط المضاد للأورام، النشاط المضاد للتكاثر، النشاط المضاد للصفيحات الدموية، النشاط الخافض لضغط الدم، مقيء، تثبيط أنزيم إستيراز الأسيتيل كولين، النشاط المضاد للتخصيب، النشاط المضاد للألم، التأثيرات على الميقاتية، الفيرومونات، مثبطات نمو النباتات، وتأثيرات التضاد البيوكيميائية. وجد أن مستخلص الإيثانول من بصيلات النرجس فعال في نموذج فئران واحد للاستجابة للألم، حيث أظهر تأثيرًا في تقلصات البطن الناتجة عن البارا-بنزوكينون، ولكن لم يظهر تأثيرًا في اختبار لوحة الحرارة. معظم هذه الخصائص ترجع إلى القلويدات، ولكن بعضها يعود أيضًا إلى اللكتين الرابط للمانان. أكثر القلويدات التي دُرست في هذه المجموعة هي الغالانتامين، والليكورين، والنارسيكلاسين، والبريتازيتين.
من المحتمل أن الاستخدام التقليدي للنرجس في علاج السرطان كان بسبب وجود مكونات isocarbostyril مثل النارسيكلاسين، والبانكراتستاتين ومرادفاتها. يحتوي النرجس الشاعري على حوالي 0.12 غرام من النارسيكلاسين لكل كيلوغرام من البصيلات الطازجة.
لقد جذب تثبيط أنزيم إستيرازالأسيتيل كولين أكبر قدر من الاهتمام كإجراء علاجي محتمل، حيث يختلف النشاط بمقدار ألف مرة بين الأنواع، ويظهر أكبر نشاط في الأنواع التي تحتوي على غالانتامين أو إبينورغالانتامين (epinorgalanthamine).
أُستخدمت خصائص طرد الفئران من القلويدات في النرجس في البستنة لحماية البصيلات الأكثر عرضة للتلف.

### المُداواة
من بين جميع القلويدات، أُستخدم الغالانتامين فقط علاجيًا في البشر كدواء لعلاج مرض الزهايمر. الغالانتامين هو مثبط لأنزيم إستيرازالأسيتيل كولين يعبر حاجز الدم في الدماغ ويعمل داخل الجهاز العصبي المركزي. تُزرع الزهور النرجسية تجاريًا بالقرب من بريكون في باويس، ويلز، لإنتاج الغالانتامين.

### الاستخدامات التجارية
على مر التاريخ، كانت رائحة النرجس مكونًا مهمًا في صناعة العطور، وهي صفة تأتي من الزيوت الأساسية. يعد النرجس محصولاً مهماً للبستنة، ومصدراً للزهور المقطوفة (الزهور المستنبتة).

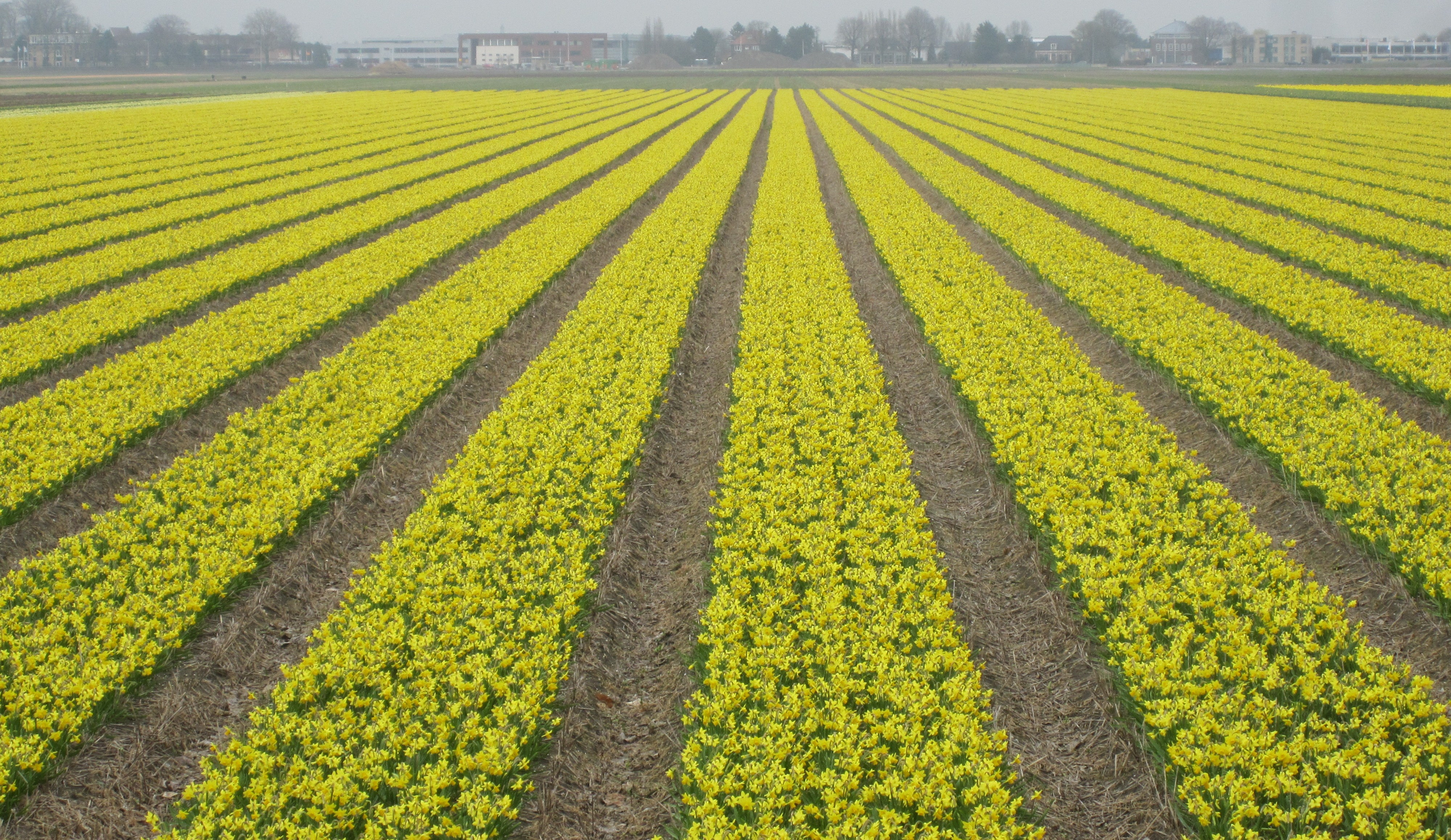
إنتاج النرجس في هولندا

تعد هولندا، التي تعتبر المصدر الأهم لزراعة بصيلات الزهور في العالم، مركزًا رئيسيًا لإنتاج النرجس. من بين 16,700 هكتارًا مخصصة لزراعة بصيلات الزهور، يشكل النرجس حوالي 1,800 هكتار. في التسعينيات، بلغ إنتاج بصيلات النرجس 260 مليون بصيلة، ليحتل المرتبة السادسة من حيث الحجم بعد التوليب، والدلبوث، والسوسن، والزعفران، والزنابق، وفي عام 2012 كان في المرتبة الثالثة. حوالي ثلثي المساحة المزروعة مخصصة لـ 20 نوعًا من الأصناف الأكثر شيوعًا. في موسم 2009/2010، أُنتج 470 صنفًا على 1578 هكتارًا. أكبر مساحة مزروعة كانت لصنف "Tête-à-Tête" المصغر، يليه بفارق كبير صنف "Carlton". تظهر الأصناف ذات الإنتاج الأكبر في الجدول الثاني.
الجدول الثاني: المساحة المزروعة في هولندا، حسب الطائفة
| المستنبت       | القسم          | اللون        | المساحة (هكتار) |
| -------------- | -------------- | ------------ | --------------- |
| "Tête-à-Tête"  | 6: Cyclamineus | أصفر         | 663             |
| "Carlton"      | 2: Large cup   | أصفر         | 54              |
| "Bridal Crown" | 4: Double      | أصفر-أبيض    | 51              |
| "Dutch Master" | 1: Trumpet     | أصفر         | 47              |
| "Jetfire"      | 6: Cyclamineus | أصفر-برتقالي | 42              |
| "Ice Follies"  | 2: Large cup   | أبيض         | 36              |

يث`د "Carlton"، مع أكثر من 9 مليارات بصيلة (350,000 طن)، من بين أكثر النباتات إنتاجًا في العالم. المناطق الرئيسية الأخرى للإنتاج هي الولايات المتحدة الأمريكية، وفلسطين المحتلة التي صدرت 25 مليون بصيلة من صنف النرجس الشائع في عام 2003، والمملكة المتحدة.
في المملكة المتحدة، زُرع إجمالي 4100 هكتار، منها 3800 هكتار من النرجس، وهو المحصول الأكثر أهمية في المملكة المتحدة من بصيلات الزهور، ويُصدر معظمها، مما يجعلها أكبر مركز إنتاج عالمي، حوالي نصف إجمالي مساحة الإنتاج. في حين أن بعض الإنتاج مخصص للتزهير القسري، فإن معظم الإنتاج مخصص لإنتاج البصيلات الجافة. يحدث إنتاج البصيلات والتزهير القسري في الشرق، بينما يكون الإنتاج في الجنوب الغربي مخصصًا بشكل رئيسي لإنتاج الزهور الخارجية. كانت قيمة الإنتاج عند بوابة المزرعة تُقدّر بحوالي 10 مليون جنيه إسترليني في عام 2007.

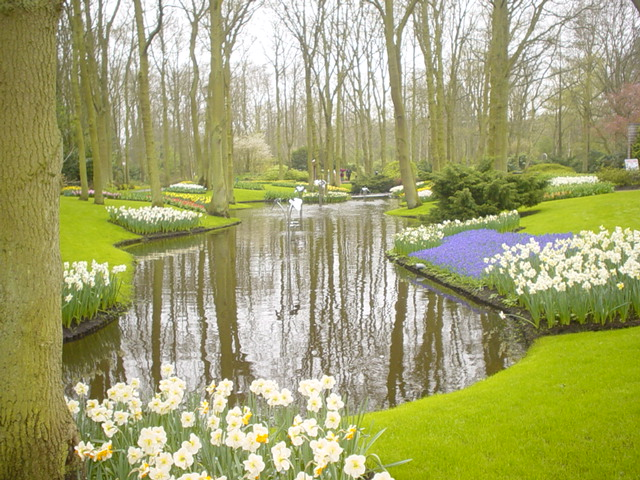
نمو النرجس في كويكنهوف

تُنتج كل من البصيلات والزهور المقطوفة في الحقول المفتوحة، مما يسمح بالتكيف مع التغيرات في ظروف السوق. ينمو النرجس بشكل أفضل في المناخات البحرية المعتدلة. بالمقارنة مع المملكة المتحدة، يتطلب الشتاء الأكثر قسوة في هولندا تغطية الحقول بالقش للحماية. المناطق التي تشهد أمطارًا غزيرة ودرجات حرارة أعلى تكون أكثر عرضة للأمراض التي تصيب المحاصيل. يعتمد الإنتاج على دورة مدتها سنة واحدة (في المملكة المتحدة) أو سنتان (في هولندا). الأس الهيدروجيني المثالي للتربة يتراوح بين 6.0 إلى 7.5. قبل الزراعة، تُعقم البصيلات بالماء الساخن عند درجة حرارة 44.4 مئوية لمدة ثلاث ساعات.
تُحصد البصيلات للسوق في الصيف، ثم تُفرز وتُخزن لمدة 2-3 أسابيع، ثم تُعقم مرة أخرى بحمام ساخن (43.5 درجة مئوية). هذا يقضي على الإصابة بسرفيد النرجس والديدان الأسطوانية. بعد ذلك، تُجفف البصيلات عند درجة حرارة عالية، ثم تُخزن عند 15.5 درجة مئوية. تبدأ عملية نمو الأزهار الجديدة في البصلة في أواخر الربيع قبل رفع البصيلات، وتكتمل بحلول منتصف الصيف بينما تكون البصيلات في التخزين. درجة الحرارة المثلى للبداية هي 20 درجة مئوية، تليها عملية التبريد عند 13 درجة مئوية.
كان النرجس يُباع تقليدياً في الحقول قبل حصاد البصيلات، لكن اليوم يحدث ذلك عبر مجالس التسويق على الرغم من أن البيع يحدث قبل الحصاد. في هولندا، توجد حدائق عرض خاصة للمشترين الرئيسيين لعرض الزهور وطلب البصيلات، وقد تحتوي بعض الحدائق الكبيرة على أكثر من ألف نوع من النرجس. بينما يمكن للأفراد زيارة هذه الحدائق، إلا أنهم لا يستطيعون شراء البصيلات بالتجزئة، والتي تتوفر فقط بالجملة، وعادةً بحد أدنى من عدة مئات من الأوزان. العرض الأكثر شهرة هو في حديقة كويكينهوف، على الرغم من أن هناك حوالي 100 نوع من النرجس فقط.

#### الزهور المحفزة
هناك أيضًا سوق للزهور المحفزة، سواء كزهور مقطوفة أو في أوعية خلال فصل الشتاء، حيث يتطلب الموسم الطويل استعدادات خاصة من قبل المزارعين.

#### الزهور المقطوفة
بالنسبة للزهور المقطوفة، تفضل البصيلات التي يزيد حجمها عن 12 سم. تُحصد البصيلات في بين يونيو ويوليو لكي تتفتح في ديسمبر، ثم تجفف وتخزن لمدة أربعة أيام عند 34 درجة مئوية، ثم لمدة أسبوعين عند 30 درجة مئوية، وأسبوعين آخرين عند 17-20 درجة مئوية، ثم توضع في التخزين البارد للتبريد المبدئي عند 9 درجات مئوية لمدة حوالي 15-16 أسبوعًا. بعد ذلك، تُزرع البصيلات في خليط خفيف من السماد في صناديق في دفيئة للتحفيز عند 13-15 درجة مئوية وتظهر الأزهار بعد 19-30 يومًا.